# Guerras polaco-teutonas
Las guerras polaco-teutónicas hacen referencia a una serie de conflictos que tuvieron lugar entre el Reino de Polonia y los Caballeros Teutones, una orden militar alemana con raíces en el Báltico. Estas guerras ocurrieron principalmente entre los siglos XIV y XV, y se caracterizaron por las disputas territoriales, las maniobras políticas y las diferencias religiosas entre los combatientes. 
Los orígenes del conflicto se remontan a la presencia de la Orden Teutónica en la región del Báltico, donde se establecieron formando el conocido como Estado Monástico de los Caballeros Teutones. Este estado incluía territorios de lo que hoy es Polonia, Lituania y Letonia. Las tensiones crecieron a medida que la Orden Teutónica aspiró a expandir su influencia y control sobre tales territorios, a menudo resultando en conflictos con el Reino de Polonia y el Gran Ducado de Lituania. 
Los conflictos estuvieron influenciados por una combinación de factores políticos, económicos y religiosos. La Orden Teutónica era una fuerza militar poderosa y sus políticas expansionistas a menudo chocaban con los intereses de Polonia y Lituania.
El conflicto más destacable dentro de esta serie de guerras es la Batalla de Grunwald (1410), donde una coalición de fuerzas polaco-lituanas venció definitivamente a los Caballeros Teutones. Esta victoria tuvo importantes consecuencias en el balance de poder en la región y marcó el declive de la influencia teutónica. 
Tratados posteriores, como la Paz de Thorn de 1411, resultaron en ajustes territoriales y establecieron una relación más estable entre las partes implicadas. Con el tiempo, la influencia de la Orden Teutónica disminuyó y los territorios controlados en el Báltico fueron paulatinamente pasando a dominio lituano y polaco. Las guerras polaco-teutónicas jugaron un papel crucial en la formación del paisaje geopolítico de Europa Central y Oriental durante la Baja Edad Media.

## Conquista teutónica de Danzig (Gdańsk) (1308)
La ciudad de Danzig (hoy, Gdańsk) fue capturada por el Estado Teutónico el 13 de noviembre de 1308, resultando en una masacre de su población y marcando el comienzo de las tensiones entre Polonia y la Orden Teutónica. En un principio, los caballeros se trasladaron a la fortaleza como aliados de Polonia contra el Margraviato de Brandemburgo. Sin embargo, tras las crecientes disputas acerca del control de la ciudad entre la Orden y el Reino de Polonia, los caballeros teutones asesinaron a un número de ciudadanos dentro de la ciudad y tomaron posesión de esta. Por esto el evento es también conocido como masacre de Gdańsk o matanza de Gdańsk (en polaco: rzeź Gdańska). Aunque en el pasado fue tema de debate entre historiadores, se ha establecido un consenso en que muchas personas fueron asesinadas y una parte considerable de la ciudad fue destruida en el contexto de la toma.
A raíz de la toma de poder, la orden se apoderó de toda Pomerelia (Gdańsk Pomerania) y compró los supuestos derechos de Brandeburgo sobre la región en el Tratado de Soldin (1309). El conflicto con Polonia se resolvió temporalmente en el Tratado de Kalisz (1343). La ciudad fue devuelta a Polonia en la Segunda Paz de Thorn de 1466.

### Contexto histórico
En el siglo XIII, el Ducado de Pomerelia era gobernado por miembros de la Casa de Sobiesław, originalmente senescales de los reyes y duques polacos de la dinastía Piast. Los senescales afirmaron su poder desde fortalezas fortificadas. El principal bastión de la zona se encontraba en lo que hoy es el casco antiguo de Gdańsk. La ciudad adyacente surgió de un mercado de comerciantes a la cual el duque Swietopelk II le concedió los derechos de Lübeck en 1224. 
Bajo Swietopelk II, Gdańsk se convirtió en un importante centro comercial en el bajo Vístula.
El Margraviato de Brandemburgo entró en escena después de que Mestwin II, hijo de Swietopelk, terminara con el Tratado de Arnswalde para recibir apoyo contra su hermano Wartislaw. Los margraves arrebataron la ciudad a Wartislaw en 1270-1271, pero no se la entregaron a Mestwin hasta que este pudo forzarles a hacerlo mediante una alianza con Bolesław el Piadoso, duque de la Gran Polonia. Bajo el dominio brandemburgués, surgieron conflictos entres la población eslava y alemana, cobrándose muchas vidas. En el Tratado de Kępno (1282), Mestwin II prometió su ducado pomereliano a su aliado Premislao II de Polonia, quién le sucedió como duque tras la muerte de Mestwin en 1294. 
Los margraves de Brandemburgo también reclamaron la región y mandaron asesinar a Premislao a comienzos de 1296. Vladislao I el Breve o El Codito (apodado en polaco: Łokietek) , sucesor de Premislao II, sólo controló Pomerelia y Gdańsk de forma parcial, por estar el verdadero control de la zona en manos de los Swienca, una familia local que en realidad ya habían asumido el poder bajo Mestwin II. En 1301, un año después de la coronación de Wenceslao II de Bohemia como rey de Polonia, los príncipes de Rügen, que también aclamaban ser herederos de Pomerelia, montaron una expedición. Wenceslao, que con la corona polaca también había adquirido el derecho a Pomerelia, pidió ayuda a la Orden Teutónica. Los caballeros teutónicos ocuparon Gdańsk, rechazaron a los príncipes de Rügen y abandonaron la ciudad en 1302.  Si bien el rey noruego Haakon respaldó las reclamaciones de Rügen, su llamada de auxilio a las ciudades hanseáticas en 1302 quedó sin respuesta.
Wenceslao II murió en 1305 y fue sucedido por Wenceslao III, quien fue asesinado en 1306. En un tratado del 8 de agosto de 1305, los margraves de Brandeburgo prometieron a Wenceslao III el territorio de Meissen (Miśnia) a cambio de Pomerelia, pero ese tratado nunca se finalizó. La Orden Teutónica había heredado Gniew (Mewe) de Sambor II, consiguiendo así un punto de apoyo en la orilla izquierda del Vístula. Brandemburgo ocupó el oeste del ducado tras neutralizar al obispo de Cammin, otro pretendiente de la zona, mediante la quema de su seo. 

### Rebelión de 1308 y sitio brandemburgués.
Mientras tanto, Vladislao I había restablecido su poder en Polonia, pero estaba centrado en el sur de su reino. Nombró a Bogusza como su gobernador de Pomerania en Gdańsk. En el verano de 1308, la familia local Swienca, aliada de Valdemar de Brandeburgo, incitó una rebelión, resultando en una intervención brandenburgiana que derrocó a las fuerzas leales a Łokietek, quien más tarde se convertiría en rey de Polonia. Bogusza y sus hombres se habían retirado al castillo junto a la ciudad y fueron asediados por los margraves. 
Bogusza, siguiendo el consejo del prior dominico Wilhelm, pidió ayuda a los Caballeros Teutónicos de Prusia.

### Conquista teutónica
Los Caballeros, bajo el liderazgo de Heinrich von Plotzke, acordaron ayudar a Bogusza, y una fuerza de 100 caballeros y 200 partidarios, liderados por Günther von Schwarzburg, llegó al castillo alrededor de agosto.
Si bien los historiadores coinciden en que el castillo y la ciudad adyacente estuvieron en manos de la Orden Teutónica hasta finales de noviembre de 1308, el número de bajas y el volumen de destrucción es discutido. Peter Oliver Loew escribe que durante mucho tiempo los historiadores alemanes aceptaron la versión de los hechos dada por los Caballeros Teutónicos, y no aceptaron un número elevado de personas asesinadas, sino una cifra dada que oscila entre 60 y 100 víctimas. Błażej Śliwiński, basándose en varias fuentes, afirma que el número de asesinados era muy alto, aunque no llegara a 10.000. Según Peter Oliver Loew nunca se podrán establecer las cifras exactas, sin embargo está de acuerdo en que todos los datos disponibles confirman que la ciudad fue destruida durante la conquista.

### Etnia de los habitantes de la ciudad.
Según Raphael Lemkin, la población de la ciudad en ese momento era polaca.  Según Kazimierz Jaśinski, los Caballeros capturaron la ciudad con la ayuda de algunos burgueses alemanes, que en ese momento constituían una minoría muy pequeña dentro de la ciudad.  James Minahan escribió que los habitantes de la ciudad, en su mayor parte, eran casubios .  Según Peter Oliver Loew, en la ciudad había habitantes tanto alemanes como eslavos. Según Stefan Maria Kuczyński, la población alemana sólo constituyó una mayoría después de que la población polaca local fuera asesinada y los Caballeros Teutónicos construyeran un nuevo asentamiento. 

### Los Caballeros Teutónicos entran en la ciudad
Según Błażej Śliwiński en el momento de los hechos, Gdańsk y los asentamientos circundantes tenían entre 2.000 y 3.000 habitantes. Las fuerzas de la Orden habían llegado en dos columnas: una reforzó la guarnición polaca en el castillo, la otra marchó contra la ciudad desde el sur y levantó el asedio. En el castillo surgió un conflicto entre los caballeros teutónicos y polacos, y estos últimos se opusieron a que los primeros tomaran el poder. Después de varios encuentros, las fuerzas polacas, superadas en número, abandonaron el castillo y algunos de ellos desertaron y se pasaron a los habitantes rebeldes de la ciudad y a los brandeburgueses. En la tarde del 12 de noviembre de 1308, los caballeros teutónicos lograron entrar en la ciudad. Durante el posterior combate cuerpo a cuerpo en las calles, los Caballeros Teutónicos obtuvieron ventaja sobre las fuerzas defensoras de Brandeburgo, los burgueses y los caballeros de Pomerania. Los caballeros victoriosos mataron a muchos ciudadanos y caballeros enemigos. En la mañana del 13 de noviembre, los acusados estaban completamente derrotados, los cadáveres yacían en las calles y las ejecuciones continuaban.

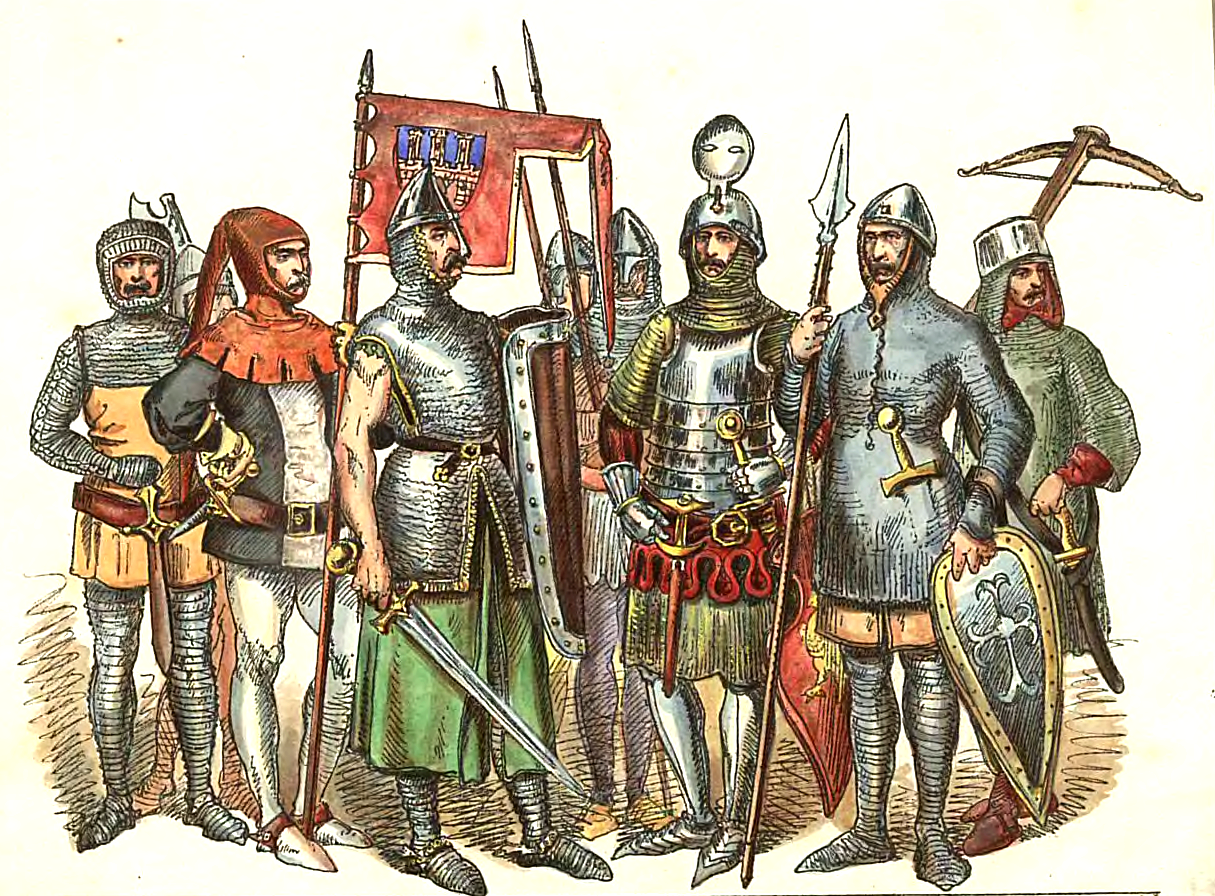
Caballeros polacos 1228-1333

Según Halina Wątróbska, se le prometió la mitad del burgo a la Orden Teutónica a cambio de socorrer a los hombres de Bogusza. Los caballeros teutones entraron entonces, venciendo a los brandemburgueses e hicieron que la gente aceptara a Łokietek como su suzerano. Sin embargo, el 13 de noviembre "se apoderaron de toda la ciudad, matando así a todos los que desafiaron su voluntad".
Udo Arnold asegura que surgió una disputa entre la guarnición del castillo y los teutones cuando el ejército de Brandemburgo estaba a punto de marcharse. Si bien la disputa giraba en torno a la coordinación de acciones futuras y pagos pendientes, Arnold dice que fue al mismo tiempo que "la política de la Orden pasó de proporcionar ayuda a anexar Pomerelia y comprar derechos legales existentes", a lo que se opuso la población de Danzig.
Ulrich Nieß dice que como consecuencia de la aparición de las fuerzas de la Orden Teutónica en el castillo, los brandeburgueses se marcharon, y pronto abandonaron también la guarnición inicial de Pomerelia y Cuyavia del castillo después de una disputa con los Caballeros Teutónicos. La ciudad, aunque seguía prefiriendo el gobierno de Brandeburgo, ofreció asilo a la guarnición y, basándose en su carta legal de Lübeck, se negó a permitir la entrada de los Caballeros Teutónicos y a seguir la orden de derribar sus fortificaciones. El 13 de noviembre, las fuerzas de la orden, con la participación personal de Plotzke, entraron por la fuerza en la ciudad, aunque no tuvo lugar una batalla mayor. Luego, la orden reunió un tribunal en la ciudad y ordenó demoliciones a gran escala de sus edificios.

### Registros de la masacre
Poco después de la toma de poder, el 19 de junio de 1310, los teutones fueron acusados de haber cometido una masacre mediante una bula emitida por el papa Clemente V: "Me han llamado la atención las últimas noticias de que funcionarios y hermanos de la mencionada Orden Teutónica han invadido hostilmente las tierras de Nuestro amado hijo Wladislaw, Duque de Cracovia y Sandomierz, y en la ciudad de Gdańsk han matado a espada a más de diez mil personas, infligiendo la muerte a niños que lloraban en cunas y que incluso el enemigo de la fe habría perdonado." Se desconoce la fuente de la acusación. La bula respectiva contenía otros cargos contra la Orden Teutónica, resultantes de una disputa entre su rama de Livonia y los ciudadanos, así como el arzobispo de Riga, Friedrich von Pernstein. Según Ulrich Nieß, von Pernstein fue probablemente la fuente de la alegación de la masacre de 10.000 personas. La bula resultó en una investigación de los cargos, comenzada por Francisco de Moliano en 1312. Durante la inquisición, Moliano excomulgó a los Caballeros Teutones, lo que se revocó en 1313. La denuncia de Riga se falló finalmente a favor de la Orden Teutónica por decisión de Juan XXII, sucesor de Clemente V, tras una audiencia en Aviñón en 1319. 
Bajo el gobierno de Vladislao I y de su sucesor Casimiro III el Grande se archivaron otras dos denuncias contra la Orden, ambas con el objetivo de recuperar Pomerelia. Los lugares de investigación fueron Inowrocław y Brześć Kujawski en 1320/21 y Varsovia en 1339. Los jueces fueron Domarat, obispo de Poznań, Janisław, arzobispo de Gniezno y Nikolaus (Mikolaj), abad de Mogilno en el primer caso y Galhard de Chartres y Pierre de Gervais en el segundo caso. Los informes de testigos y testigos presenciales recopilados durante estos casos incluyen menciones de asesinatos durante la toma de Danzig. Los testimonios de los pleitos y las respuestas de la orden son las principales fuentes utilizadas por los historiadores para reconstruir los hechos.
Los pleitos no tuvieron efectos prácticos sobre la Orden, que ganó ambos casos mediante apelaciones. En el siglo XV, era de las guerras polaco-teutónicas, el cronista medieval polaco Jan Długosz, describió en prosa épica el evento como una matanza de ciudadanos polacos, sin importar la condición, edad o sexo. 
Las fuentes modernas están divididas en cuanto al alcance real de la masacre, aunque todos están de acuerdo en que realmente se produjeron asesinatos en masa. El historiador Matthew Kuefler afirma que: "los historiadores alemanes y polacos del siglo XX tendieron a tener [puntos de vista] divergentes tanto sobre la cuestión de si Pomerelia realmente pertenecía a Polonia como también sobre el grado de ferocidad de la conquista de la Orden". La ciudad de Gdańsk afirma que "los caballeros teutónicos, después de capturar el castillo en 1308, masacraron a la población. Desde entonces, el acontecimiento se conoce como la matanza de Gdańsk". En muchas obras polacas, la conquista se denomina "matanza de Gdańsk" (rzeź Gdańska). Norman Davies en su extensa "Historia de Polonia", si bien no insiste en el número de 10.000 muertos, dice que los caballeros "expulsaron a Waldemar de la ciudad y masacraron tranquilamente a sus habitantes". También se presentan descripciones similares en algunos otros libros en inglés con secciones sobre la historia de Polonia. Jerzy Lukowski en "Una historia concisa de Polonia" dice que los caballeros masacraron a "los hombres de Vlasilao I". Błażej Śliwiński dice que hubo un baño de sangre que costó muchas vidas, aunque no 10.000, y que tales masacres eran comunes en la Europa medieval, y que el término "masacre" en la Edad Media generalmente significaba el asesinato de alrededor de 1.000 personas.
Según Peter Oliver Loew, la historiografía alemana más antigua tendía a confiar en las afirmaciones de los Caballeros y argumentó que un número de 10.000 es prácticamente imposible para una ciudad medieval. UN número de entre 60 y 100 era visto como razonable. Esta visión era compartida por muchos historiadores polaco tras la Segunda Guerra Mundial. Sin embargo, Błażej Śliwiński presentó numerosas pruebas de que lo ocurrido fue en realidad un "baño de sangre" con un número muy elevado de víctimas, aunque no tan alto como 10.000, sino más bien alrededor de 1.000. Loew añade que a partir del material fuente disponible para los historiadores, es imposible establecer el número definitivo de víctimas. William Urban dice que la cifra de 10.000 muertos se consideró mayor que la población de la ciudad en ese momento.
Kazimierz Jasiński afirma que el número de muertos fue "no menos de sesenta y no más de varios cientos", que las víctimas fueron asesinadas después de la toma del poder y no durante la misma, y por lo tanto la masacre se llevó a cabo contra individuos indefensos, tanto caballeros como burgueses, que habían depuesto las armas. Según Jasiński, las 16 muertes admitidas por la orden eran en realidad sólo los caballeros polacos más famosos entre los asesinados. Błażej Śliwiński (2008) calcula el número de muertos entre 50 y 60 caballeros, incluidos 16 de casas notables, y más de 1000 plebeyos entre la población de la ciudad, que cifra entre 2000 y 3000 personas (incluidos los asentamientos de los alrededores). 
Gerard Labuda y Marian Biskup (1993) escriben que el número de habitantes asesinados no está establecido, pero que entre las víctimas de la masacre figuran al menos varias docenas de caballeros notables y miembros de la nobleza, así como un número significativo de plebeyos y simples soldados. Biskup, en una publicación posterior de 1993, escribe que entre las víctimas había defensores del castillo y burgueses junto con miembros de sus familias, además de 100 caballeros asesinados. Según Maksymilian Grzegorz (1997), los historiadores alemanes tienden a minimizar el número de víctimas asesinadas de los Caballeros Teutónicos, mientras que los historiadores polacos estiman que el número oscila entre un mínimo de 60 y varios centenares.

### Destrucción de la ciudad
Los historiadores están enfrentados sobre si, tras la toma, los habitantes de la ciudad tuvieron que demoler sólo las murallas o, además, al menos parte de los edificios de la ciudad. Basándose en recientes hallazgos arqueológicos, Loew afirma que este conflicto está a punto de decantarse a favor de la tesis de la destrucción: "marcas de quemaduras y claras evidencias de la plantación del terreno a principios del siglo XIV demuestran su destrucción [de la ciudad] en los años 1308/09 por la Orden Teutónica". 
Según Ulrich Nieß, la destrucción de la ciudad formaba parte de la política de la orden de asegurar sus tierras frente a posibles rivales internos. Nieß afirma que la destrucción de las murallas de la ciudad estaba en consonancia con la política contemporánea de la orden de no permitir tampoco que sus propios cimientos se fortificaran sustancialmente, y que la negativa de la ciudad a obedecer a la exigencia de la orden de nivelar sus murallas condujo a la aplicación de una "política de dureza" sobre los habitantes de la ciudad, que tuvieron que evacuar sus casas, que posteriormente fueron incendiadas. 
Nieß afirma que el propio procurador de la orden había informado de estos procedimientos al Papa, alegando que los burgueses evacuaron y quemaron sus casas voluntariamente (lo que Nieß niega rotundamente). Nieß también señala que en la posterior toma de Tczew (Dirschau) por la orden, los habitantes de la ciudad también tuvieron que firmar un acuerdo para evacuar sus casas, aunque éste no se llevó a efecto. 
Según Loew, las pruebas arqueológicas sugieren que pasaron un par de años antes de que se construyeran nuevas calles y edificios sobre los escombros arrasados de las antiguas edificaciones, aunque probablemente hubo zonas de la ciudad que permanecieron indemnes. En referencia a los registros de los burgueses de Danzig que fijaron su residencia en Lübeck, Loew afirma que es probable que la mayoría de los antiguos habitantes abandonaran Danzig en 1308.

### Resultado

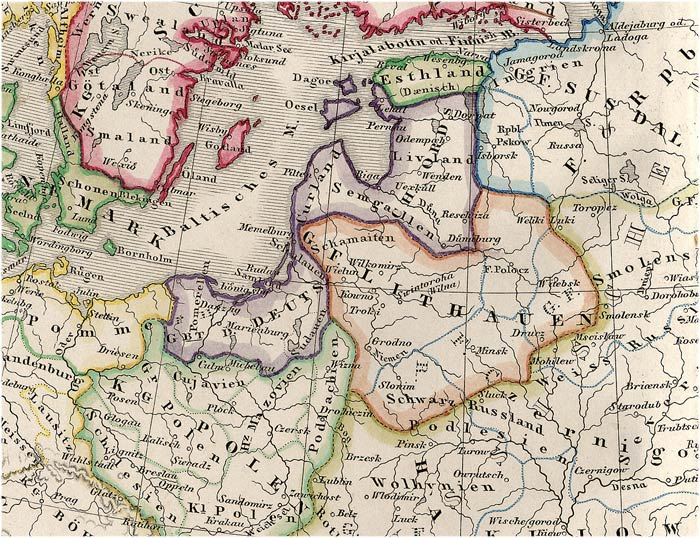
Europa Central a principios del siglo XIV

Cuando los polacos se negaron a aceptar una compensación económica por la toma de la ciudad por parte de los Caballeros, la Orden recurrió a la conquista de otras ciudades como Świecie. La colonia local de mercaderes y artesanos fue atacada específicamente porque competía con la ciudad de los Caballeros de Elbing (Elbląg), una ciudad cercana. Los caballeros también atacaron Tczew (Dirschau).
Los Caballeros capturaron entonces el resto de Pomerelia a las tropas de Brandeburgo. En septiembre de 1309, el margrave Waldemar de Brandeburgo-Stendal vendió su derecho sobre el territorio a la Orden Teutónica por 10.000 marcos en el Tratado de Soldin (actual Myślibórz), conectando así el Estado de la Orden Teutónica con el del Sacro Imperio Romano Germánico. Aunque para la Orden este puente terrestre con el Imperio supuso una importante mejora estratégica al conectar sus territorios bálticos con sus bailíos (ballei) alemanes, al mismo tiempo supuso una gran pérdida para Polonia, que se había convertido en un país sin salida al mar.
Así, la toma de posesión desencadenó una serie de conflictos entre Polonia y la Orden Teutónica, y estos conflictos desencadenaron a su vez un conflicto dentro de la propia orden. Algunos hermanos prominentes eran partidarios de una concesión de Pomerelia a cambio de buenas relaciones con Polonia, pero se oponían a ella la mayoría de los caballeros, que pensaban que tal concesión conduciría finalmente a la expulsión total de los caballeros de su estado. Estos desacuerdos provocaron la abdicación del Gran Maestre Carlos de Tréveris en 1318 y el asesinato del Gran Maestre sucesor, Werner de Orseln, en 1330. La posesión de Danzig y Pomerelia por parte de la Orden Teutónica fue cuestionada constantemente por los reyes polacos Władysław I y Casimiro el Grande en sendos pleitos ante el tribunal papal en 1320 y 1333. En ambas ocasiones, así como en 1339, el Papa ordenó a los Caballeros Teutónicos que devolvieran Pomerelia y otras tierras a Polonia, pero no lo hicieron. Como resultado, a finales de la década de 1330, se desató una guerra.
La paz se estableció en el Tratado de Kalisz en 1343; aunque los reyes polacos pudieron conservar el título de "duque de Pomerania" y fueron reconocidos como señores titulares de los cruzados, los caballeros retuvieron el control de Danzig. - Esta vez, con el permiso de la corte papal.
El desarrollo de la ciudad se estancó tras su captura por los Caballeros Teutónicos. Al principio, los nuevos gobernantes intentaron reducir la importancia económica de Danzig aboliendo el gobierno local y los privilegios de los comerciantes. Ejemplo de ello fue la destitución y decapitación del consejo de la ciudad en 1411, que incluía a Arnold Hecht y Conrad Letzkau. Más tarde, los caballeros se vieron obligados a aceptar el hecho de que la ciudad defendiera su independencia y se convirtiera en el mayor y más importante puerto marítimo de la región tras superar a Elbing. Posteriormente floreció, beneficiándose de grandes inversiones y de la prosperidad económica del Estado monástico y de Polonia, que estimularon el comercio a lo largo del Vístula. En 1361, la ciudad se había convertido en miembro de pleno derecho de la Liga Hanseática, pero sus mercaderes seguían resentidos por las barreras al comercio a lo largo del Vístula con Polonia, así como por la falta de derechos políticos en un Estado gobernado en interés de los caballeros monjes de la Orden, motivados por la religión. [Como resultado, la ciudad se convirtió en cofundadora de la Confederación Prusiana, que solicitó formalmente a Casimiro IV Jagellón la incorporación de Prusia, incluida Danzig, al Reino de Polonia en 1454.

## Guerra polaco-teutónica (1326-1332)
La Guerra Polaco-Teutónica (1326-1332) fue la guerra entre el Reino de Polonia y el Estado de la Orden Teutónica por Pomerelia, librada entre 1326 y 1332.

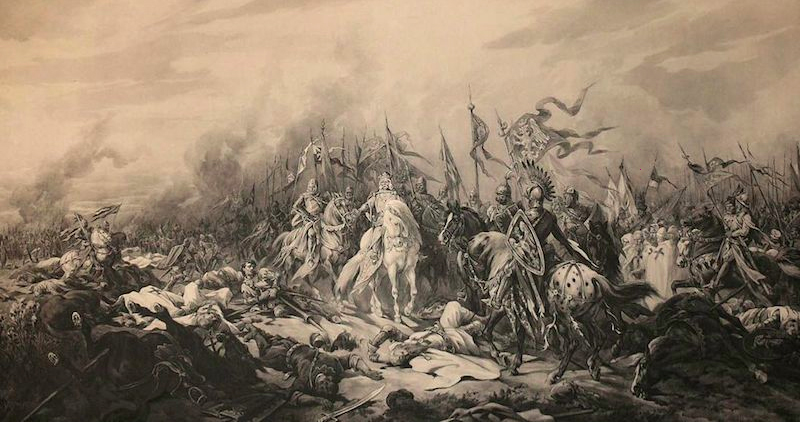
Batalla de Płowce, de Juliusz Kossak

### Contexto

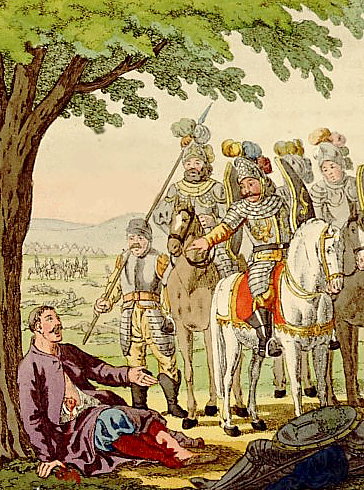
Władysław I Łokietek y Florian el Gris después de la batalla de Płowce

Hasta la muerte del duque Mestwin II en 1294, el ducado de Pomerelia, en la costa del Báltico, que se extendía desde la frontera con el ducado imperial de Pomerania al oeste hasta el territorio prusiano del Estado de la Orden en el río Vístula al este, había estado en manos de la dinastía Samborida, lacayos de los gobernantes polacos Piast. Przemysł II, rey de Polonia desde 1295, incorporó Pomerelia (Pomorze Gdańskie) a las tierras de la Corona polaca, en contra de la protesta del Margraviato Imperial de Brandeburgo en referencia al Tratado de Arnswalde firmado con el duque Mestwin en 1269. Al año siguiente, los margraves de Ascania instigaron el secuestro y asesinato del rey Przemysł, probablemente respaldados por el rey Wenceslao II de Bohemia, que aspiraba a la corona polaca.
El rey Wenceslao II se impuso a su rival el Piasta Vladislao I el Breve y fue coronado rey de Polonia en 1300. Gobernó en Pomerelia con la ayuda de la familia noble local de Swienca. Tras el asesinato de su hijo Wenceslao III en 1306, la dinastía Přemyslid se extinguió y el duque Władysław pudo ocupar las tierras de Pomerelia. Los suenzones, temiendo por sus bienes y sinecuras, llamaron al margrave Valdemar de Brandeburgo, cuyas tropas ocuparon el territorio hasta la ciudad de Gdańsk. Vladislao reaccionó llamando a las fuerzas de la Orden Teutónica, que bajo el mando de Heinrich von Plötzke reconquistaron en 1308 Gdańsk y la mayor parte de Pomerelia.
Sin embargo, tras la toma del poder por los teutones, negaron el traspaso a Władysław, ya que el duque se negó a pagar la asignación para gastos solicitada. En su lugar, concluyeron el Tratado de Soldin de 1309 con el margrave Waldemar, cuya resistencia desde el principio había sido relativamente débil y que ahora estaba dispuesto a vender sus derechos sobre Pomerelia.

### Batallas
Władysław, irritado por su derrota, denunció sin éxito a la Orden Teutónica ante la Curia romana. Sin embargo, fue coronado rey de Polonia en 1320 y forjó nuevas alianzas con el Reino de Hungría y el Gran Ducado de Lituania, al casar a su hija Isabel con el rey Carlos I en 1320 y a su hijo Casimiro con Aldona de Lituania, hija del Gran Duque Gediminas. Por otra parte, el reino de Bohemia, desde 1310 bajo el dominio de la poderosa Casa de Luxemburgo, se levantó de nuevo y el propio rey Juan el Ciego reclamó la corona polaca como herencia de los Přemíslid. Los Caballeros Teutónicos apoyaron al rey Juan, que se unió a ellos en las cruzadas contra los paganos lituanos, y además se aliaron con el enemigo de Władysław en Mazovia, el duque Wenceslao de Płock. 

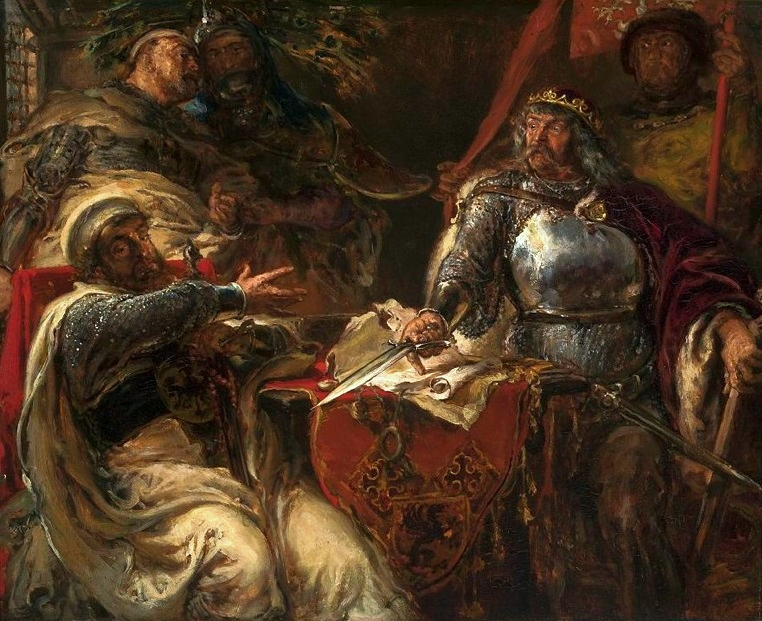
Vladislao I rompe los acuerdos con los Caballeros Teutónicos

En 1326 las fuerzas del rey Vladislao, con apoyo lituano, devastaron la región de Neumark y al año siguiente se volvieron contra la Orden Teutónica, mientras que en el sur el rey Juan el Ciego marchaba contra Cracovia. Aunque el rey Carlos I de Hungría le instó a retirarse, vasalló muchos de los ducados de Silesia. Aprovechando la debilidad de Polonia debido a la fragmentación interna, los caballeros teutones saquearon y conquistaron la región polaca de Cuyavia y las tierras de Dobrzyń. El rey Władysław recibió ayuda de Lituania y Hungría -al mando de Guillermo Drugeth- y a su vez saqueó la Kulmerland de la Prusia teutónica hasta el río Osa, cerca de Grudziądz.
Los Caballeros Teutónicos contraatacaron, tomando muchas ciudades en Cuyavia y Dobrzyń. Un contraataque polaco y lituano en 1330 dio lugar a una paz temporal, en la que la Orden devolvió parte de sus ganancias militares a Polonia, pero durante al año siguiente continuaron los combates. Tras la indecisa batalla de Płowce en 1331, la Orden se impuso y recuperó Kuyavia y Dobrzyń. Ambas partes acordaron un armisticio, mientras que el rey Vladislao murió en 1333.

### Consecuencias
En 1343, las reivindicaciones territoriales de las partes se resolvieron en la Paz de Kalisz firmada por el hijo de Władysław, el rey Casimiro III, poniendo fin formalmente a la guerra. De este modo, recuperó Cuyavia y Dobrzyń, pero perdió Pomerelia definitivamente. No obstante, conservó el título de Pomeraniæ dominus et heres ("Señor y heredero de Pomerania").
Las tierras pomeranas y el acceso polaco al mar Báltico siguieron siendo motivo de conflicto: recuperadas como feudo polaco de la Prusia Real tras la Segunda Paz de Thorn (1466), anexionadas por el Reino de Prusia en el transcurso de la Primera Partición de Polonia en 1772, y parte del "Corredor polaco" creado por el Tratado de Versalles de 1919, la continua disputa por la región tensó durante siglos las relaciones germano-polacas.

## Guerra Polaco-Lituana-Teutónica (1409-1411)
La 'Guerra Polaco-Lituana-Teutónica', también conocida como la Gran Guerra, tuvo lugar entre 1409 y 1411 entre los Caballeros Teutónicos y los aliados Reino de Polonia y Gran Ducado de Lituania. Inspirada por el levantamiento local de Samogitia, la guerra comenzó con una invasión teutónica de Polonia en agosto de 1409. Como ninguna de las partes estaba preparada para una guerra a gran escala, Wenceslao IV de Bohemia negoció una tregua de nueve meses.
Tras la expiración de la tregua en junio de 1410, los monjes militares-religiosos fueron derrotados decisivamente en la Batalla de Grunwald, una de las mayores batallas de la Europa medieval. La mayoría de los líderes teutones murieron o fueron hechos prisioneros. Aunque fueron derrotados, los Caballeros Teutónicos resistieron el asedio a su capital en Marienburg (Malbork) y sufrieron pérdidas territoriales mínimas en la Paz de Thorn (1411). Las disputas territoriales duraron hasta la Paz de Melno de 1422.
Sin embargo, los Caballeros nunca recuperaron su antiguo poder, y la carga financiera de las reparaciones de guerra provocó conflictos internos y el declive económico de sus tierras. La guerra cambió el equilibrio de poder en Europa Central y marcó el ascenso de la unión polaco-lituana como potencia dominante en la región.

### Transcurso de la guerra

#### Levantamiento, guerra y tregua.
En mayo de 1409 comenzó un levantamiento en Samogitia, controlada por los teutones. Lituania apoyó el levantamiento y los Caballeros amenazaron con invadirla. Polonia anunció su apoyo a la causa lituana y amenazó con invadir Prusia a cambio. Mientras las tropas prusianas evacuaban Samogitia, el Gran Maestre teutón Ulrich von Jungingen declaró la guerra al Reino de Polonia y al Gran Ducado de Lituania el 6 de agosto de 1409. Los Caballeros esperaban derrotar a Polonia y Lituania por separado y comenzaron invadiendo la Gran Polonia y Cuyavia, cogiendo a los polacos por sorpresa. Los caballeros quemaron el castillo de Dobrin (Dobrzyń nad Wisłą), capturaron Bobrowniki tras catorce días de asedio, conquistaron Bydgoszcz (Bromberg) y saquearon varias ciudades. Los polacos organizaron contraataques y reconquistaron Bydgoszcz. Los samogicianos atacaron Memel (Klaipėda). Sin embargo, ninguno de los dos bandos estaba preparado para una guerra a gran escala.

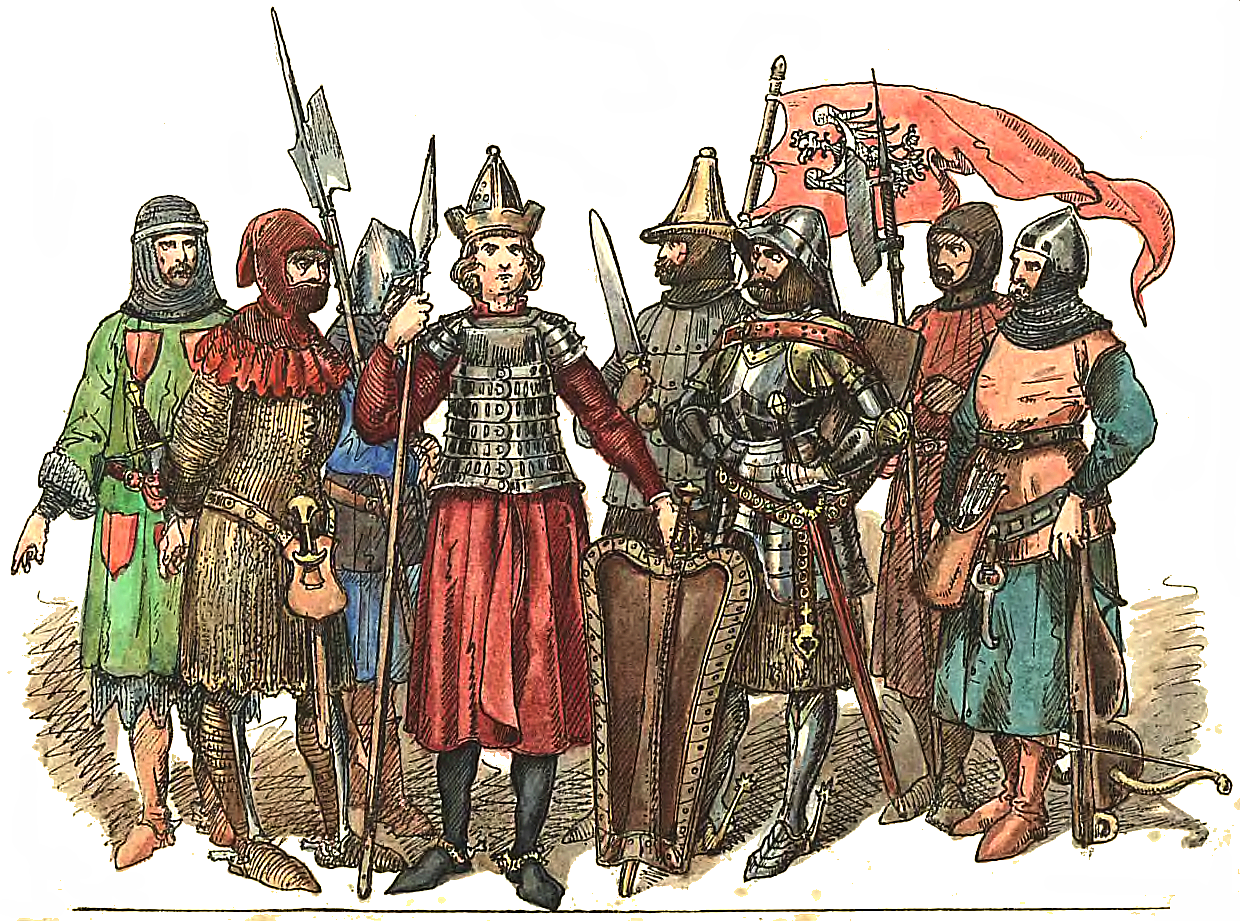
Caballeros polacos 1333-1434

Wenceslao, rey de los romanos, aceptó mediar en la disputa. El 8 de octubre de 1409 se firmó una tregua que expiraba el 24 de junio de 1410. Ambas partes utilizaron este tiempo para los preparativos de la batalla, reuniendo las tropas y realizando maniobras diplomáticas. Ambos bandos enviaron cartas y enviados acusándose mutuamente de diversas fechorías y amenazas a la Cristiandad. Wenceslao, que recibió un regalo de 60.000 florines de los Caballeros, declaró que Samogitia pertenecía legítimamente a los Caballeros y que sólo la Dobrzyń debía ser devuelta a Polonia. Los Caballeros también pagaron 300.000 ducados a Segismundo de Hungría, que ambicionaba el principado de Moldavia, por su ayuda militar. Segismundo intentó romper la alianza polaco-lituana ofreciendo a Vytautas una corona real; la aceptación de dicha corona por parte de Vytautas violaría los términos del Acuerdo de Ostrów y crearía la discordia polaco-lituana. Al mismo tiempo, Vytautas consiguió una tregua de la Orden de Livonia.

#### Estrategia y marcha en Prusia
En diciembre de 1409, Jogaila y Vytautas habían acordado una estrategia común: sus ejércitos se unirían en una sola fuerza masiva y marcharían juntos hacia Marienburg (Malbork), capital de los Caballeros Teutónicos. Los Caballeros, que adoptaron una posición defensiva, no esperaban un ataque conjunto y se preparaban para una doble invasión: de los polacos a lo largo del río Vístula hacia Danzig (Gdańsk) y de los lituanos a lo largo del río Neman hacia Ragnit (Neman). Para contrarrestar esta amenaza percibida, Ulrich von Jungingen concentró sus fuerzas en Schwetz (Świecie), una ubicación central desde la que las tropas podían responder a una invasión desde cualquier dirección con bastante rapidez. Para mantener los planes en secreto y despistar a los Caballeros, Jogaila y Vytautas organizaron varias incursiones en territorios fronterizos, obligando así a los Caballeros a mantener sus tropas en el lugar.
La primera etapa de la campaña de Grunwald consistió en reunir a todas las tropas polaco-lituanas en Czerwinsk, un punto de encuentro designado a unos 80 km de la frontera prusiana, donde el ejército conjunto cruzó el Vístula por un puente de pontones. Esta maniobra, que requirió precisión e intensa coordinación entre fuerzas multiétnicas, se llevó a cabo en aproximadamente una semana, del 24 al 30 de junio de 1410. Tras el cruce, las tropas masovianas al mando de Siemowit IV y Janusz I se unieron al ejército polaco-lituano. El 3 de julio, la enorme fuerza emprendió la marcha hacia el norte, en dirección a Marienburgo (Malbork), capital de Prusia. La frontera prusiana fue cruzada el 9 de julio. Tan pronto como Ulrich von Jungingen comprendió las intenciones polaco-lituanas, dejó 3.000 hombres en Schwetz (Świecie) bajo el mando de Heinrich von Plauen y envió a las fuerzas principales a organizar una línea de defensa en el río Drewenz (Drwęca) cerca de Kauernik (Kurzętnik). El 11 de julio, Jogaila decidió no cruzar el río por una posición defensiva tan fuerte. En su lugar, el ejército eludiría el cruce del río girando hacia el este, hacia sus fuentes, donde ningún otro río importante separaba a su ejército de Marienburg. El ejército teutón siguió el río Drewenz hacia el norte, lo cruzó cerca de Löbau (Lubawa) y luego se dirigió hacia el este en paralelo con el ejército polaco-lituano. Este último asoló el pueblo de Gilgenburg (Dąbrówno). Von Jungingen estaba tan furioso por las atrocidades que juró derrotar a los invasores en batalla.

#### Batalla de Grunwald

BataBatalla de Grunwald, de Jan Matejko

La batalla de Grunwald tuvo lugar el 15 de julio de 1410 entre los pueblos de Grunwald, Tannenberg (Stębark) y Ludwigsdorf (Łodwigowo). Las estimaciones modernas del número de tropas implicadas oscilan entre 16.500 y 39.000 hombres polaco-lituanos y entre 11.000 y 27.000 teutones. El ejército polaco-lituano era una amalgama de nacionalidades y religiones: las tropas polaco-lituanas, católicas romanas, lucharon codo con codo con samogitanos paganos, rutenos ortodoxos orientales y tártaros musulmanes. Veintidós pueblos diferentes, en su mayoría germánicos, se unieron al bando teutón.
Los Caballeros esperaban provocar a polacos o lituanos para que atacaran primero y enviaron dos espadas, conocidas como espadas Grunwald, para "ayudar a Jogaila y Vytautas en la batalla". Los lituanos atacaron primero, pero tras más de una hora de duros combates, la caballería ligera lituana emprendió la retirada total. El motivo de la retirada -si fue una retirada de la fuerza derrotada o una maniobra preconcebida- sigue siendo un tema de debate académico. Comenzaron intensos combates entre las fuerzas polacas y teutonas que llegaron incluso al campamento real de Jogaila. Un caballero cargó directamente contra el rey Jogaila, que fue salvado por el secretario real Zbigniew Oleśnicki. Los lituanos volvieron a la batalla. Cuando el Gran Maestre von Jungingen intentó atravesar las líneas lituanas, fue asesinado. Rodeados y sin líder, los Caballeros Teutónicos comenzaron a retirarse hacia su campamento con la esperanza de organizar un fuerte defensivo de carros. Sin embargo, la defensa no tardó en romperse y el campamento fue arrasado y, según el relato de un testigo presencial, murieron allí más Caballeros que en el campo de batalla.
La derrota de los Caballeros Teutónicos fue estrepitosa. Unos 8.000 soldados teutones murieron y otros 14.000 fueron hechos prisioneros. La mayoría de los hermanos de la Orden murieron, incluida la mayor parte de la cúpula teutónica. El oficial teutón de más alto rango que escapó de la batalla fue Werner von Tettinger, Komtur de Elbing (Elbląg). La mayoría de los plebeyos y mercenarios cautivos fueron liberados poco después de la batalla con la condición de que se presentaran en Cracovia el 11 de noviembre de 1410. Los nobles fueron mantenidos en cautividad y se exigieron elevados rescates por cada uno de ellos.

#### Asedio de Marienburg
Tras la batalla, las fuerzas polacas y lituanas retrasaron su ataque a la capital teutona en Marienburg (Malbork) permaneciendo en el campo de batalla durante tres días y marchando después una media de sólo unos 15 km al día. Las fuerzas principales no llegaron a la fuertemente fortificada Marienburg hasta el 26 de julio. Este retraso dio a Heinrich von Plauen tiempo suficiente para organizar una defensa. El historiador polaco Paweł Jasienica especuló con la posibilidad de que se tratara de un movimiento intencionado de Jagiełło, que junto con Vytautas prefería mantener en juego a la Orden, humillada pero no diezmada, para no alterar el equilibrio de poder entre Polonia (que con toda probabilidad adquiriría la mayoría de las posesiones de la Orden si era derrotada totalmente) y Lituania; pero la falta de fuentes primarias impide una explicación definitiva.

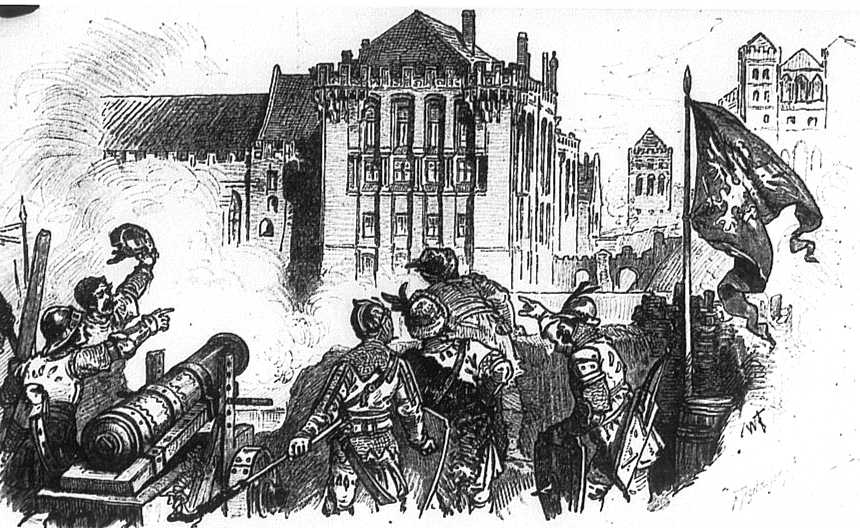
Artillería polaca durante el asedio de Malbork

Jogaila, por su parte, también envió sus tropas a otras fortalezas teutonas, que a menudo se rindieron sin resistencia, incluidas las principales ciudades de Danzig (Gdańsk), Thorn (Toruń) y Elbing (Elbląg). Sólo ocho castillos permanecieron en manos teutonas. Los sitiadores polacos y lituanos de Marienburg no estaban preparados para un enfrentamiento a largo plazo, ya que sufrían de falta de municiones, baja moral y una epidemia de disentería. Los Caballeros pidieron ayuda a sus aliados y Segismundo de Hungría, Wenceslao, rey de los romanos, y la Orden de Livonia prometieron ayuda financiera y refuerzos. El sitio de Marienburg se levantó el 19 de septiembre. Las fuerzas polaco-lituanas abandonaron las guarniciones de las fortalezas capturadas o rendidas y regresaron a sus hogares. Sin embargo, los Caballeros recapturaron rápidamente la mayoría de los castillos. A finales de octubre, sólo cuatro castillos teutones a lo largo de la frontera permanecían en manos polacas. Jogaila levantó un nuevo ejército y asestó otra derrota a los Caballeros en la batalla de Koronowo el 10 de octubre de 1410. Tras otros breves enfrentamientos, ambas partes acordaron negociar.

### Resultado
La Paz de Thorn se firmó el 1 de febrero de 1411. Según sus términos, los Caballeros cedieron Dobrin (Dobrzyń) a Polonia y acordaron renunciar a sus reclamaciones sobre Samogitia en vida de Jogaila y Vytautas, aunque se librarían otras dos guerras (la Guerra del Hambre de 1414 y la Guerra de Gollub de 1422) antes de que el Tratado de Melno resolviera definitivamente las disputas territoriales. Polacos y lituanos fueron incapaces de traducir la victoria militar en ganancias territoriales o diplomáticas. Sin embargo, la Paz de Thorn impuso a los Caballeros una pesada carga financiera de la que nunca se recuperaron. Tuvieron que pagar una indemnización en plata, estimada en diez veces los ingresos anuales del rey de Inglaterra, en cuatro plazos anuales. Para hacer frente a los pagos, los caballeros pidieron grandes préstamos, confiscaron el oro y la plata de las iglesias y aumentaron los impuestos.
Dos importantes ciudades prusianas, Danzig (Gdańsk) y Thorn (Toruń), se rebelaron contra los aumentos de impuestos. La derrota en Grunwald dejó a los Caballeros Teutónicos con pocas fuerzas para defender los territorios que les quedaban. Dado que tanto Polonia como Lituania eran ahora países cristianos, los Caballeros tenían dificultades para reclutar nuevos cruzados voluntarios. Los Grandes Maestres tuvieron que recurrir entonces a tropas mercenarias, lo que supuso una costosa sangría para su ya mermado presupuesto. Los conflictos internos, el declive económico y el aumento de los impuestos provocaron disturbios y la fundación de la Confederación Prusiana, o Alianza contra el Señorío, en 1441. Esto, a su vez, condujo a una serie de conflictos que culminaron en la Guerra de los Trece Años (1454)

## Guerra del Hambre (1414)
La Guerra del Hambre (en alemán: Hungerkrieg, en polaco: Wojna głodowa) o Guerra de la Hambruna, fue un breve conflicto entre el Reino de Polonia y el Gran Ducado de Lituania, aliados, contra los Caballeros Teutónicos en el verano de 1414 en un intento de resolver disputas territoriales. La guerra recibió su nombre por las tácticas destructivas de tierra quemada que siguieron ambos bandos. Aunque el conflicto terminó sin resultados políticos importantes, la hambruna y la peste asolaron Prusia. Según Johann von Posilge, 86 frailes de la Orden Teutónica murieron de peste tras la guerra. En comparación, unos 200 frailes perecieron en la batalla de Grunwald de 1410, una de las mayores batallas de la Europa medieval.

### Contexto
Tras la guerra polaco-lituana-teutónica de 1410-1411, no se resolvieron todas las cuestiones entre el Gran Ducado de Lituania y los Caballeros Teutónicos. El asunto más polémico fue la frontera entre Samogicia y Prusia. El Gran Duque de Lituania, Vytautas el Grande, exigió toda la orilla derecha del río Neman, incluida la ciudad de Memel (Klaipėda). Los Caballeros exigieron que tras la muerte de Vytautas y Jogaila, rey de Polonia, Samogitia pasara a sus manos. Segismundo, emperador del Sacro Imperio Romano Germánico, aceptó mediar en la disputa y nombró a Benedicto Makrai para escuchar los argumentos. El 3 de mayo de 1413, Benedicto tomó la decisión y reconoció la orilla derecha del río Neman, incluida Klaipėda, a Lituania. Los Caballeros se negaron a aceptar esta decisión y el Gran Maestre teutón Heinrich von Plauen ordenó la entrada de ejércitos teutones en el norte de Polonia. El ejército, comandado por Michael Küchmeister von Sternberg, regresó a Prusia tras sólo 16 días de campaña. Los caballeros no creían que la Orden, aún convaleciente de la derrota en la batalla de Grunwald en 1410, estuviera preparada para otra guerra con Polonia. Küchmeister depuso a von Plauen y se convirtió en Gran Maestre. Intentó reabrir las negociaciones con Polonia en mayo de 1414. Como el rey Jogaila exigió la restitución de von Plauen y rechazó cualquier intento de compromiso, las conversaciones se rompieron.

### La guerra
En el verano de 1414, los ejércitos del rey Jogaila y del gran duque Vytautas invadieron Prusia, gobernada por el estado monástico. Avanzaron a través de Osterode (Ostróda) hacia Warmia, saqueando pueblos y quemando cosechas. Los Caballeros Teutónicos optaron por concentrar sus esfuerzos defensivos en Culmerland (Chełmno). Los Caballeros permanecieron en sus castillos y rechazaron una batalla abierta tras darse cuenta de la superioridad de las fuerzas polacas y lituanas en una posible batalla campal. Küchmeister desplegó tácticas de tierra quemada con la esperanza de privar a los ejércitos invasores de alimentos y suministros. Esta táctica provocó posteriormente una hambruna y una plaga en la región. Los propios invasores no pudieron o no quisieron buscar una victoria militar decisiva mediante largos asedios a los castillos teutones. El delegado papal Guillermo de Lausana propuso resolver el conflicto por la vía diplomática y en octubre se firmó en Estrasburgo (actual Brodnica) una tregua de dos años. Jogaila y Vytautas acordaron presentar su caso ante el Concilio de Constanza. Sin embargo, las disputas territoriales no se resolvieron hasta el Tratado de Melno en 1422.

## Guerra de Golub (1422)
La Guerra de Golub fue una guerra de dos meses de duración de los Caballeros Teutónicos contra el Reino de Polonia y el Gran Ducado de Lituania en 1422. Terminó con la firma del Tratado de Melno, que resolvía las disputas territoriales entre los Caballeros y Lituania sobre Samogitia que se arrastraban desde 1398.

### Contexto
La Primera Paz de Thorn de 1411 había puesto fin ostensiblemente a los conflictos entre las potencias beligerantes de la Guerra Polaco-Lituana-Teutónica, aunque no se determinó la frontera entre Samogitia y Prusia. Polonia también disputó Pomerania, Pomerelia y Culmerland (Chełmno). Cuando fracasaron los numerosos intentos de negociación, estalló una breve Guerra del Hambre en el verano de 1414. Dado que polacos y lituanos fueron incapaces de capturar Ordensburgen, fuertemente fortificada por los Caballeros, las partes acordaron mediar en su disputa en el Concilio de Constanza. El concilio estableció la diócesis samogicia en Varniai y nombró a Matías de Trakai como su primer obispo. Sin embargo, no resolvió las disputas territoriales subyacentes cuando finalizó en 1418.

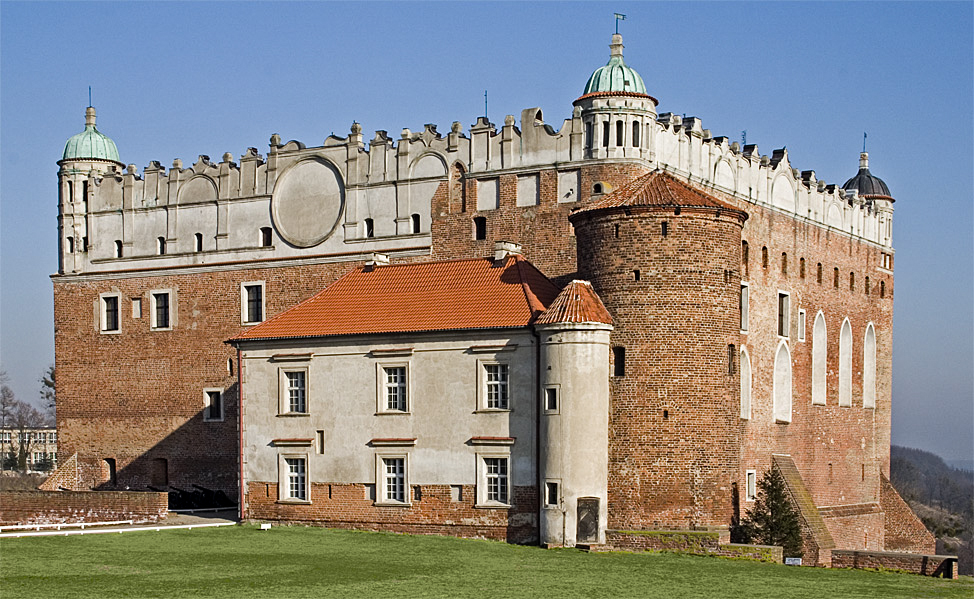
Castillo de Golub

En mayo de 1419 se inició en Gniewków una nueva, aunque inútil, ronda de negociaciones con el delegado papal Bartolomé Capri, arzobispo de Milán, como mediador. La disputa se trasladó entonces a Segismundo, emperador del Sacro Imperio Romano Germánico, para que siguiera mediando. El 6 de enero de 1420, en Wrocław, el emperador dictaminó que la Paz de Thorn era válida y justa. Eso significaba que Samogitia pertenecía a Lituania sólo mientras vivieran Vytautas el Grande, Gran Duque de Lituania, y Jogaila, Rey de Polonia. Tras su muerte, Samogitia volvería a manos de los Caballeros Teutónicos. También se rechazaron otras reivindicaciones territoriales. El emperador concedió a los Caballeros incluso más derechos de los que habían exigido en las negociaciones. En esta decisión influyó probablemente el hecho de que Segismundo esperaba recibir el apoyo de los Caballeros Teutónicos en su guerra contra los husitas, que contaban con el apoyo de Vytautas. Vytautas y Jogaila se negaron categóricamente a aceptar esta decisión. Jogaila apeló sin éxito al papa Martín V.

### La guerra
En julio de 1422, el emperador Segismundo y los caballeros teutones dedicaron recursos a una guerra contra los husitas, que atacaron y devastaron grandes zonas de Alemania. El Papa pidió medidas enérgicas para "deshacerse de esta plaga". Vytautas y Jogaila aprovecharon la preocupación por la defensa contra las incursiones husitas para atacar Prusia y la Orden. El Gran Maestre teutón Michael Küchmeister von Sternberg se vio obligado a dimitir en marzo. Su sucesor Paul von Rusdorf liberó a la mayoría de los mercenarios contratados; la Orden se quedó con muy pocos soldados para defenderse. Las fuerzas conjuntas polacas y lituanas marcharon hacia el norte, a Osterode, y las fuerzas teutonas se retiraron a Löbau. 
Cuando quedó claro que las máquinas de asedio no llegarían, Jogaila ordenó avanzar hacia la capital fortificada de la Orden, Marienburg. Su ejército capturó Riesenburg y saqueó los pueblos de los alrededores. En dirección sur, hacia Chełmno, los polacos y lituanos capturaron Golub, pero no lograron tomar Schönsee. Jogaila decidió poner fin rápidamente a la guerra antes de que las abrumadas tropas prusianas de la Orden pudieran recibir los refuerzos del Sacro Imperio Romano Germánico que Paul von Rusdorf había solicitado. El 17 de septiembre de 1422 se firmó una tregua y la guerra concluyó diez días después con el Tratado de Melno. Esto puso fin a las disputas territoriales y las luchas entre Lituania y los Caballeros Teutónicos. 

## Guerra Polaco-Teutónica (1431-1435)
La Guerra Polaco-Teutónica (1431-1435) fue un conflicto armado entre el Reino de Polonia y los Caballeros Teutónicos. Terminó con la Paz de Brześć Kujawski y se considera una victoria para Polonia.

### Hostilidades
La guerra estalló después de que el Gran Maestre teutón Paul von Rusdorf firmara el Tratado de Christmemel, creando una alianza con Švitrigaila, que libraba una guerra civil contra su hermano el rey polaco Jogaila (Władysław Jagiełło) por el trono del Gran Ducado de Lituania. Segismundo de Luxemburgo se comprometió con la Orden Teutónica en un esfuerzo por romper la unión polaco-lituana.
En 1431, mientras las principales fuerzas polacas se encontraban en Lutsk (Volinia), los Caballeros Teutónicos invadieron Polonia. Al encontrar poca oposición, los caballeros asolaron Dobrzyń, tomando la ciudad de Nieszawa, e intentaron avanzar hacia las regiones de Cuyavia y Krajna. Sin embargo, el ejército teutón fue derrotado el 13 de septiembre de 1431 en la batalla de Dąbki, cerca de Nakel (Nakło nad Notecią). En septiembre se firmó una tregua de dos años entre Polonia, Lituania y los Caballeros Teutónicos en Staryi Chortoryisk.

### Invasión husita de Prusia

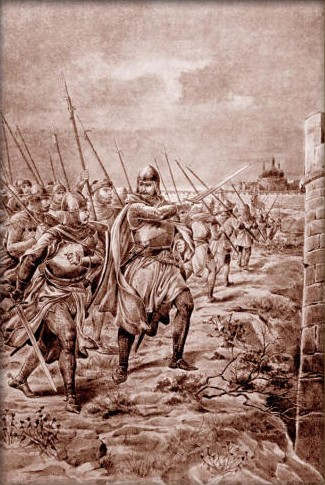
Jorge de Podebrady

En junio de 1433, Polonia se alió con los husitas checos para impedir que la Orden Teutónica enviara apoyo secreto a Švitrigaila a través de su rama livonia. Los Caballeros Teutónicos habían apoyado al Papa y al emperador del Sacro Imperio Romano Germánico Segismundo contra los herejes husitas durante las Guerras husitas. A las fuerzas checas al mando de Jan Čapek de Sány se les concedió paso seguro a través de Polonia para su último y mayor "hermoso viaje". Las fuerzas polacas también contaron con el apoyo del duque pomerano Bogusław IX del ducado de Stolp (Słupsk). Además, los moldavos, cuyo gobernante Iliaş había sido sustituido por el más pro-polaco Esteban II, se habían unido a la alianza polaca. Durante cuatro meses, el ejército husita, incluidas las fuerzas dirigidas por Feodor Ostrogski, asolaron los territorios teutones en Neumark, Pomerania y Prusia occidental. Primero sitiaron sin éxito Konitz (Chojnice) durante seis semanas, luego se dirigieron hacia el norte, a Schwetz (Świecie) y Danzig (Gdańsk). Capturaron varias ciudades y castillos, entre ellos Dirschau (Tczew), en el río Vístula (29 de agosto de 1433). A pesar de su fracasado asedio a Danzig, los husitas alcanzaron el mar Báltico cerca de Oliwa a principios de septiembre y celebraron su "hermosa cabalgada" llenando simbólicamente sus botellas con agua del mar. De regreso al sur por Starogard Gdański, la expedición ocupó un castillo en el asentamiento fronterizo de Nowy Jasiniec.

### Negociación y fin de la paz
El 13 de septiembre de 1433 se firmó en Jasiniec una tregua en vigor hasta Navidad. Las negociaciones entre polacos y teutones continuaron en Brześć Kujawski, y entre husitas y católicos en el Consejo de Florencia y en la Dieta Checa de Praga. La invasión liderada por los polacos de Neumarkia y Pomerania había tenido éxito, privando a la Orden Teutónica del apoyo del Sacro Imperio Romano Germánico y convenciéndola de firmar un tratado con los polacos. Aunque los líderes de la Orden estaban dispuestos a seguir luchando, los ciudadanos de Prusia exigieron el fin inmediato de la guerra. Los polacos pusieron varias condiciones: el fin de los llamamientos de los Caballeros al emperador, al Papa o al Consejo de Florencia para la resolución de disputas; la rendición de Nieszawa; y el fin de su alianza con Švitrigaila. Los caballeros rechazaron estas condiciones y los polacos amenazaron con una nueva invasión. 
Finalmente, el 15 de diciembre de 1433, se firmó la Tregua de Łęczyca, de doce años de duración, entre los polacos y la Orden en Łęczyca (lo que llevó a algunos historiadores polacos a dividir esta Guerra Polaco-Teutónica en dos guerras: en 1431-1433; y en 1435). Los Caballeros Teutónicos accedieron a otras exigencias polacas, entre ellas que la Orden cesara su apoyo a Švitrigaila; además, cada bando controlaría los territorios que ocupara hasta que se firmara la paz (uti possidetis), y ninguna de las partes buscaría la mediación de potencias extranjeras para alterar esta tregua. Esto marcó el final de la guerra en suelo polaco; la lucha en tierras lituanas continuaría durante dos años más, ya que la tregua con Polonia no se extendía a la Orden de Livonia.
La alianza de Jogaila con los herejes había dañado su reputación. En 1433, sin embargo, Jogaila había recuperado el favor de la Iglesia, sobre todo desde que Švitrigaila se había aliado con los tártaros islámicos. Jogaila recibió diezmos de la Iglesia (que esperaba que combatiera a los tártaros y a los husitas), y sus representantes fueron invitados a comparecer ante el concilio ecuménico de Florencia.

### Batalla decisiva
Cuando Jogaila murió en mayo de 1434, la Orden reanudó su apoyo a Švitrigaila, que reunió a sus partidarios, incluidos caballeros de la Orden de Livonia, los duques ortodoxos y su sobrino Segismundo Korybut, un distinguido comandante militar de los husitas. La batalla final de Wiłkomierz se libró en septiembre de 1435 cerca de Ukmergė (Vilkomir, Wiłkomierz), al noroeste de Vilna. Se calcula que en ella participaron 30.000 hombres de ambos bandos. El ejército de Švitrigaila, dirigido por Segismundo Korybut, fue dividido por el ejército atacante lituano-polaco, dirigido por Miguel Žygimantaitis, y derrotado contundentemente. La Orden de Livonia había sufrido una gran derrota, a veces comparada con la infligida a los Caballeros Teutónicos en Grunwald en 1410. El 31 de diciembre de 1435, los Caballeros Teutónicos firmaron un tratado de paz en Brześć Kujawski. Acordaron dejar de apoyar a Švitrigaila y, en el futuro, apoyar únicamente a los Grandes Duques que hubieran sido debidamente elegidos conjuntamente por Polonia y Lituania. El tratado no modificó las fronteras establecidas por el Tratado de Melno en 1422. Las Órdenes Teutónicas y Livonias dejaron de interferir en los asuntos polaco-lituanos; en cambio, Polonia se involucraría en la Guerra de los Trece Años (1454-66), la guerra civil que partiría Prusia por la mitad.

## Guerra de los Trece Años (1454-1466)
La 'Guerra de los Trece Años' (en polaco: wojna trzynastoletnia; en alemán: Dreizehnjähriger Krieg), también llamada Guerra de las Ciudades, fue un conflicto librado en 1454-1466 entre la Corona del Reino de Polonia y la Orden Teutónica.
Tras la enorme derrota sufrida por la Orden alemana a manos de Polonia-Lituania en 1410 y los consiguientes problemas políticos, militares y económicos, el Estado se vio envuelto en un conflicto interno entre la Orden gobernante y los caudillos prusianos nativos, que compartían preocupaciones con los ciudadanos prusianos y alemanes asimilados. Con el tiempo, estas tensiones desembocaron en un levantamiento de la Confederación Prusiana, que representaba a la nobleza y las ciudades prusianas locales y buscaba la protección del rey polaco Casimiro IV Jagellón. Esto supuso esencialmente un cambio de bando que la Orden Alemana tomó inmediatamente como una amenaza mortal, y estalló una guerra entre Polonia y los teutones.
La Guerra de los Trece Años terminó con la victoria de Polonia y en la Segunda Paz de Toruń. La Orden Teutónica se convirtió en feudo polaco y sus Grandes Maestres tuvieron que comprometerse a rendir homenaje al rey polaco en los 6 meses siguientes a la adquisición del poder. Esto se cumplió durante aproximadamente los dos siglos siguientes, con tensiones que rara vez aumentaron durante este período. La Orden Teutónica también devolvió Pomerania Oriental a Polonia después de casi 150 años y cedió el obispado de Warmia, que juntos formaban la llamada Prusia Real, ya que ambas tierras cayeron bajo el dominio directo del rey polaco. Las tensiones no tardaron en estallar, a lo que pronto siguió la Guerra de los Sacerdotes (1467-1479), una prolongada disputa por la independencia de Warmia, en la que los Caballeros pretendían la revisión de la Paz. Una vez más perdieron frente a Polonia, que mantuvo sus conquistas.

### Motivos de la guerra
La disputa entre Polonia y la Orden Teutónica por el control de Pomerania Oriental se prolongaba desde la toma teutónica de Danzig (Gdańsk) en 1308, cuando el territorio fue disputado y anexionado por la Orden Teutónica. Este acontecimiento dio lugar a una serie de guerras polaco-teutónicas a lo largo de los siglos XIV y XV. En el siglo XV, las ciudades de Prusia experimentaron un rápido crecimiento económico. Sin embargo, esto no fue seguido de un aumento de su influencia política. El dominio de los Caballeros Teutónicos se consideraba cada vez más anacrónico: los impuestos (aduanas) y el sistema de licencias de grano (cada comerciante tenía que pagar grandes tasas por el privilegio de comerciar con grano) obstaculizaban el desarrollo económico de la provincia. Al mismo tiempo, la nobleza quería tener más peso en la gestión del país y miraba con envidia a la vecina Polonia, donde la nobleza polaca gozaba de mayores privilegios. También se acusaba a los Caballeros de violar los pocos privilegios existentes de la nobleza y las ciudades. Los artesanos estaban descontentos por la competencia de los llamados partacze, o artesanos asentados por los Caballeros cerca de sus castillos. Casubios, polacos, alemanes y prusianos se fundían poco a poco en una sola nación, y a medida que desaparecían las diferencias nacionales, los objetivos comunes de todos los grupos étnicos y sociales de Prusia se hacían más prominentes, y los estados prusianos se inclinaban cada vez más hacia Polonia.
En 1397, los caballeros prusianos habían fundado una organización secreta llamada Eidechsenbund (Unión de los Lagartos), más o menos contraria a los Caballeros Teutónicos, pero dicha organización había fracasado al no contar con el apoyo de la población urbana. Tras la victoria de las fuerzas polacas y lituanas en Grunwald durante la guerra polaco-lituana-teutónica (1409-1411), los estados prusianos prometieron lealtad al rey Władysław II Jagiełło (Jogaila) de Polonia. Pero pronto volvieron al dominio de la orden después de que los polacos fueran incapaces de conquistar Marienburg (Malbork). Una cláusula del tratado de paz establecía que estaba garantizado por los estados prusianos, que obtendrían el derecho a desafiar a la Orden Teutónica si rompían el tratado. En las guerras posteriores, los estados prusianos se opusieron a cualquier conflicto y presionaron a los Grandes Maestres de los Caballeros Teutónicos para que firmaran la paz.
El 21 de febrero de 1440, un grupo formado por individuos de las ciudades prusianas, la nobleza y el clero, formó la Confederación Prusiana. Los principales contribuyentes procedían de la nobleza de Thorn, Culm (Chełmno), y de las ciudades hanseáticas de Elbing (Elbląg) y Danzig. Se vio que el Gran Maestre Paul von Rusdorf aprobaba la existencia de la confederación, pero su sucesor, Konrad von Erlichshausen, se opuso. Su política intransigente fue seguida e intensificada por Ludwig von Erlichshausen, que asumió el cargo en 1449 o 1450.

### Negociaciones de 1452-1454
En 1452, la Confederación Prusiana solicitó la mediación del emperador Federico III en su conflicto con la Orden Teutónica. En desacuerdo con la confederación, Federico la prohibió y le ordenó obedecer a la Orden Teutónica el 5 de diciembre de 1453. Ante esta situación, los prusianos enviaron emisarios a Polonia, aunque la Confederación Prusiana, bajo la influencia de Thorn y de la nobleza de Pomerania y Culm, ya había buscado el contacto con los polacos. Recibieron apoyo, especialmente de la Gran Polonia y del partido de la reina Sofía de Halshany, madre del rey Casimiro IV Jagellón de Polonia. El obispo de Cracovia, Zbigniew Oleśnicki, se opuso a este apoyo e intentó evitar la guerra.
En enero de 1454, el año en que Casimiro IV se casó con Isabel de Habsburgo, la facción prusiana pidió a Casimiro IV y la protección del Reino de Polonia. Casimiro solicitó a la Confederación Prusiana una petición más formal. El 4 de febrero de 1454, el Consejo Secreto de la Confederación Prusiana envió un acto formal de desobediencia al Gran Maestre. Dos días después, la confederación inició su rebelión y pronto casi toda Prusia, excepto Marienburgo, Stuhm (Sztum) y Konitz (Chojnice), quedó libre del dominio teutón. La mayoría de los castillos de Ordensburg capturados fueron destruidos inmediatamente.
El 10 de febrero de 1454, la confederación envió una delegación oficial a Polonia, encabezada por Johannes von Baysen. El 20 de febrero, los delegados se encontraban en Cracovia y solicitaron a Casimiro la incorporación de Prusia al reino polaco. Tras negociar las condiciones exactas de la incorporación, el rey accedió y los delegados de la Confederación Prusiana juraron lealtad a Casimiro el 6 de marzo de 1454. Polonia envió al Gran Maestre una declaración de guerra, anterior al 22 de febrero. Ambas partes esperaban que la guerra terminara rápidamente

### Situación internacional
En 1454 Polonia estaba en conflicto con el Gran Ducado de Lituania, lo que significaba que aunque Casimiro IV era Gran Duque de Lituania además de Rey de Polonia, Lituania no envió ninguna ayuda durante la guerra a Polonia y, aparte de unas pocas incursiones ineficaces, no participó durante el conflicto. También existía la amenaza de ataque por parte del Gran Ducado de Moscú.
Por lo demás, la situación internacional era bastante buena para Polonia, ya que no era probable que interviniera ningún estado extranjero. La frontera meridional de Polonia era más o menos segura debido a la debilidad de las tierras de Bohemia, resultado de las guerras husitas. Aunque la Liga Hanseática simpatizaba con las ciudades prusianas, apoyaba a los Caballeros Teutónicos porque la orden les concedía privilegios adicionales. La Orden de Livonia tuvo problemas con Dinamarca y no pudo ayudar a los Caballeros Teutónicos en Prusia. Debido al conflicto entre Suecia y Dinamarca, ambas partes se mantuvieron más o menos neutrales en el conflicto que se avecinaba.
Francia e Inglaterra estaban demasiado debilitadas tras la Guerra de los Cien Años, e Inglaterra también estaba inmersa en una guerra civil, las Guerras de las Dos Rosas. El duque de Borgoña, Flandes y los Países Bajos, Felipe el Bueno, estaba más interesado en crear un Reino de Borgoña independiente. La principal preocupación del Papa Nicolás V era hacer frente a los turcos otomanos.

### Fuerzas de los combatientes
La mayor parte del ejército polaco de la época estaba formado por reclutas. Todos los nobles, cuando eran llamados por el rey, debían presentarse acompañados por los alcaldes y administradores de sus aldeas. Las ciudades les proporcionaban carros con caballos, alimentos y servicios (incluida la escolta). Las unidades se dividían en choragwie (estandartes) de dos tipos: familiares, que formaban clanes muy numerosos, y terrestres, que eran de nobles de un territorio concreto. Los campesinos también participaban como soldados de infantería. El mando supremo pertenecía al rey. El ejército total podía alcanzar los 30.000 soldados de caballería.
Desde principios del siglo XV, la Corona polaca empezó a contratar mercenarios, que solían luchar bajo la bandera de San Jorge (especialmente mercenarios bohemios (checos)). La bandera era una cruz roja sobre blanco, o una cruz blanca sobre rojo; esta última sólo se utilizaba cuando dos unidades bohemias se encontraban en lados opuestos de un campo de batalla y debían diferenciarse. El concepto de tabor, aprendido de los bohemios, era una táctica importante.
Los polacos tenían artillería, al principio cañones primitivos como bombardas. Se utilizaban pistolas, o revólveres, pero eran ineficaces. Más importantes eran las ballestas, que, bien utilizadas, podían causar grandes pérdidas. El ejército de los estados prusianos estaba formado por reclutas y pequeñas unidades proporcionadas por las ciudades (unas 750 personas por unidad). En total podían aportar unos 16.000 soldados, más unos miles de infantería campesina armada. También disponían de más artillería que el ejército polaco. Las ciudades prusianas también podían formar una pequeña armada, en parte con barcos comerciales armados y en parte con corsarios contratados en otras ciudades. En 1454, la Orden Teutónica perdió la mayor parte de sus arsenales, pero más tarde pudo reunir ejércitos de caballeros leales (prusianos libres) y campesinos. Sin embargo, la mayoría de sus fuerzas eran mercenarios contratados, principalmente de Alemania y Bohemia.

### Primera fase
Las primeras operaciones terrestres, de febrero a agosto de 1454, fueron llevadas a cabo por reclutas del Estado prusiano, apoyados por mercenarios checos de Moravia y soldados de Pequeña Polonia. Esta fuerza, comandada por Scibor von Baysen (en polaco: Scibor Bażyński), hermano de Johannes von Baysen, intentó sitiar al Gran Maestre Ludwig von Erlichshausen en la ciudad y castillo de Marienburg, pero sin mucho éxito debido al mando profesional de Heinrich Reuß von Plauen el Viejo, Komtur de Elbing.
Entretanto, la Orden Teutónica contaba con cierto apoyo organizado por parte de los principados alemanes, principalmente en Sajonia. Los refuerzos entraron en Prusia en la segunda mitad de marzo de 1454, desde Neumark. Lograron tomar la ciudad estratégica de Konitz, de gran importancia, situada en la importante ruta que iba de Polonia a la desembocadura del Vístula. Johannes von Baysen trasladó allí fuerzas de reclutas y mercenarios, y pronto fueron seguidos por Mikołaj Szarlejski, del clan de Ostoja, que era el representante del reino polaco y recibió el título de "Comandante Supremo de las Fuerzas en Prusia".

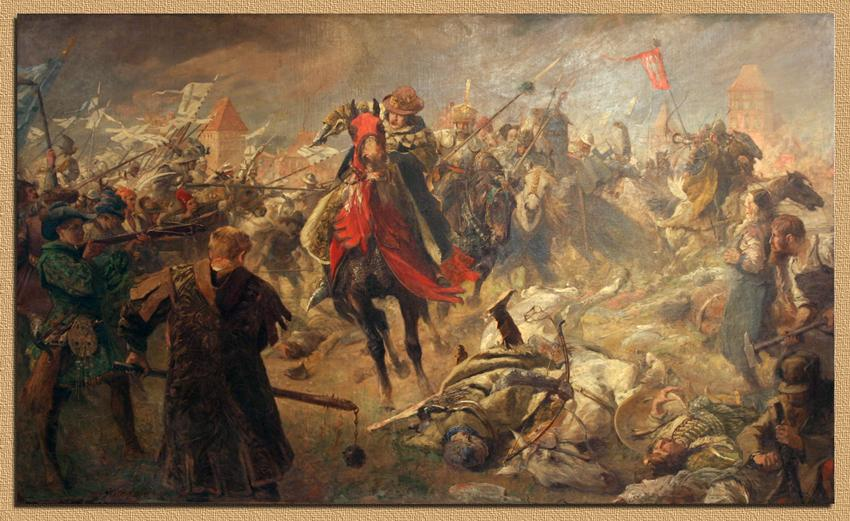
Batalla de Chojnice

En 1454 y 1455, los Caballeros Teutónicos primero empeñaron y luego vendieron el Neumark al Margraviato de Brandeburgo en los Tratados de Cölln y Mewe. 
A finales de abril de 1454, el ejército prusiano inició el asedio de Konitz; la defensa de la ciudad estaba al mando de Heinrich Reuß von Plauen, de Greitz. Sin embargo, Szarlejski carecía de grandes dotes de mando, su ejército no tenía suficiente artillería y los estados prusianos no podían pagar a sus mercenarios, por lo que Konitz no corrió serio peligro.
Tras la llegada de Casimiro IV, cuando recibió el juramento oficial de fidelidad de sus nuevos súbditos de Elbing y Thorn, dirigió a Konitz una pospolite ruszenie (movilización masiva) de nobles polacos de Cuyavia, que sustituyó a los mercenarios no remunerados. Sin embargo, las fuerzas de caballería como las de los nobles no eran adecuadas para la toma de castillos, por lo que la situación en Konitz no cambió. El rey también envió sus propias unidades y una levée en masa para sitiar Marienburg, pero las fuerzas polacas fueron incapaces de tomar el castillo incluso con los refuerzos prusianos, que fueron trasladados a Malbork tras tomar Stuhm el 8 de agosto de 1454. Los Caballeros Teutónicos se defendieron hábilmente y pudieron derrotar a las fuerzas de Danzig en un ataque repentino el 13 de septiembre.
La degradante situación de la corona polaca empeoró aún más cuando en septiembre de 1454 llegó a Prusia, procedente del Sacro Imperio Romano Germánico, un gran ejército de mercenarios al mando de Rodolfo, príncipe de Sagan (Żagań), y un noble moravo, el talentoso soldado Bernhard von Zinnenberg (en polaco: Bernardo Szumborski). El ejército contaba con 9.000 soldados de caballería y 6.000 de infantería, además de artillería y muchos carros en formaciones tabor.
El ejército de Rodolfo se dirigió lentamente hacia Konitz para rescatarla del asedio polaco. Esto obligó a Casimiro a convocar una levée en masa de la Gran Polonia, sin la tradicional aprobación del sejmik provincial. Los nobles, enfadados por la interrupción de la cosecha y la forma poco convencional de la convocatoria, se concentraron cerca de la aldea de Duża Cerkwica y exigieron al rey varios privilegios, que les fueron concedidos en el Privilegio de Cerekwica el 14 de septiembre de 1454.
Casimiro dividió sus fuerzas en siete grandes unidades y el ejército marchó hacia Konitz, donde se le unieron los prusianos. El 18 de septiembre de 1454, los Caballeros Teutónicos derrotaron al ejército polaco en la consiguiente batalla de Konitz.
La derrota fue casi un desastre. El ejército polaco se retiró rápidamente de Marienburg, y Stuhm fue recuperada por la Orden Teutónica. También pudieron tomar otras grandes ciudades, como Mewe (Gniew) y Dirschau (Tczew). Impresionados por la victoria de los cruzados, algunas tierras prusianas también capitularon. Fue una gran victoria para los Caballeros Teutónicos, aunque carecían de dinero suficiente para pagar a los mercenarios victoriosos. El 9 de octubre, el Gran Maestre les prometió que si no podía pagarles antes del 19 de febrero de 1455, recibirían todas las ciudades, castillos y tierras de Prusia, con derecho a venderlos.
Los mercenarios capturaron más tarde otras dos ciudades, Marienwerder (Kwidzyn) y Lessen (Łasin), cerca de Marienburgo. Ninguna de las ciudades más grandes e importantes de Prusia, como Königsberg, se rindió, y estaban decididos a continuar la guerra. En consecuencia, la Orden Teutónica dependía totalmente de la ayuda del Sacro Imperio Romano Germánico.
Para salvar la situación de Polonia, Casimiro empezó a contratar más soldados bohemios y silesios y a enviarlos a las ciudades de Pomerania, Pomesania y Culmerland. También decidió convocar otra levée en masse de todo el reino polaco. La levée en masse de Opoka, esta vez dominada por la nobleza de la Pequeña Polonia, exigió privilegios similares a los concedidos en Cerekwica; el rey los aprobó rápidamente. Más tarde, del 11 al 16 de noviembre de 1454, bajo la influencia de la aristocracia de la Pequeña Polonia, Casimiro cambió algunas de las promesas dadas anteriormente tanto en Opoka como en Cerekwica por privilegios para todo el país dados en Nieszawa (el privilegio de Nieszawa).
En esta ocasión, el ejército polaco contaba con casi 3.000 soldados de caballería, además de 3.000 mercenarios. Los mercenarios contaban con algunos comandantes capaces, como Jan Kolda de Zampach y Jan Skalski de la ciudad de Malá Skála (literalmente, "pequeña roca"), en el norte de Bohemia, y un miembro de la familia de Valdsztejn, Waldstein o Wallenstein.
Esta vez el Gran Maestre evitó la batalla por considerarla demasiado arriesgada. El ejército inició el asedio de Lessen, cuya defensa estaba al mando del mercenario austriaco Fritz Raweneck. Sin embargo, el ejército no estaba preparado para tomar castillos, y los grandes preparativos acabaron con otro fiasco. 

### De 1455 a 1460
Las primeras negociaciones entre ambas partes, llevadas a cabo del 9 al 10 de enero de 1455, resultaron infructuosas. La situación se volvió difícil para Casimiro. Para pagar a sus mercenarios tuvo que pedir prestado al clero. Decidió dar dos ciudades como feudo a Erico II de Pomerania de Stolp (Słupsk), con la esperanza de que aseguraría el norte de Pomerania. Para calmar la oposición, Casimiro se trasladó más tarde a Lituania, donde se vio obligado a permanecer hasta el verano de 1455.
En esa situación, los Caballeros Teutónicos lograron recuperar la parte oriental de Prusia, incluidas las ciudades de Altstadt y Löbenicht, en Königsberg, el 17 de abril de 1455. Contaron con la ayuda de rebeliones en las ciudades, provocadas por los nuevos y cuantiosos impuestos de guerra. La última ciudad de Prusia Oriental leal al rey polaco, Kneiphof, fue tomada el 14 de junio de 1455 tras un largo asedio de los Caballeros Teutónicos comandados por Heinrich Reuss von Plauen el Viejo. Los polacos sufrieron derrota tras derrota, y más tarde perdieron también Warmia (Ermeland).
Sin embargo, el Gran Maestre no pudo pagar a sus mercenarios y éstos tomaron Marienburg, Dirschau y Eylau (Iława) en mayo de 1455. Los mercenarios bajo el mando del bohemio Ulrich Czerwonka (u Oldrzych) iniciaron inmediatamente negociaciones con Polonia para discutir la venta de los castillos.
La situación internacional también empeoró considerablemente. El 25 de marzo, el emperador Federico III prohibió la Confederación Prusiana, prohibiendo el comercio con sus miembros. El 24 de septiembre de 1455, el Papa Calixto III advirtió que excomulgaría a la Confederación Prusiana y a todos sus aliados a menos que hicieran las paces con la Orden. En junio de 1455, los Caballeros Teutónicos consiguieron un nuevo aliado, el rey Cristián I de Dinamarca, que declaró la guerra a Polonia y a la Confederación Prusiana. Sin embargo, esto no supuso más que una perturbación del comercio, ya que Dinamarca seguía ocupada luchando con Suecia.
Conmocionado por la pérdida de Kneiphof, Casimiro, endeudado e incapaz de contratar nuevos mercenarios, convocó otra levée en masa. El ejército polaco avanzó lentamente hacia Thorn, pero las acciones militares se detuvieron brevemente cuando el rey aceptó finalmente la mediación de Federico II, margrave de Brandeburgo; todas las propuestas anteriores de mediación de diferentes bandos habían sido rechazadas. Sin embargo, el elector no consiguió negociar la paz, ya que los Caballeros Teutónicos, tras sus recientes éxitos, no estaban dispuestos a transigir. Los polacos sugirieron que la Orden Teutónica abandonara Prusia y se fuera a otro lugar a luchar con los paganos; un lugar sugerido anteriormente por los enviados polacos al Sacro Imperio Romano Germánico era Podolia, cerca de los tártaros. Las negociaciones terminaron sin éxito el 26 de septiembre, y la guerra continuó.
El nuevo ejército polaco era más numeroso que antes e incluía soldados de Rutenia Roja, pequeñas fuerzas auxiliares de tártaros lituanos y algunos mercenarios de Silesia. Puso sitio a Lessen, pero Raweneck pudo defender la ciudad. Además, cuando Casimiro IV ordenó una nueva marcha hacia Graudenz (Grudziądz), la nobleza se negó y en su lugar decidió pagar un nuevo impuesto, que permitiría al rey contratar más mercenarios.
Después, la situación no cambió mucho. Los Caballeros Teutónicos lograron recuperar otra ciudad, Memel (Klaipėda), pero sus ofensivas en otras direcciones fueron detenidas por los burgueses de Thorn y de Culmerland, y el liderazgo de Andrzej Tęczynski. En otoño de 1455 los campesinos de Masuria oriental, cansados de la guerra, se sublevaron contra los Caballeros Teutónicos, pero fueron derrotados en Rin el 1 de enero de 1456. Las acciones militares terrestres se limitaron a incursiones y escaramuzas locales.
En el ámbito marítimo, Casimiro instó a Danzig a construir una flota capaz de romper las conexiones marítimas entre la Orden Teutónica y sus aliados. En mayo de 1456, corsarios contratados por Danzig capturaron barcos holandeses, lo que provocó un conflicto con Ámsterdam y el duque de Borgoña, Felipe el Bueno. En dos semanas, en agosto de 1457, tres barcos de Danzig derrotaron a una flota combinada danesa-livonia de 16 barcos cerca de Bornholm.
Anteriormente, en 1454, Jan Janski de Turze (pl:Jan z Jani), del Clan de Ostoja, se había convertido en el primer Voivoda polaco de Gdańsk y Pomerania. El Clan había luchado contra el bando teutón desde los tiempos de Stibor de Stiboricz, duque de Transilvania y uno de los señores más leales del rey Segismundo de Luksemburgo. A principios del siglo XV, la estrategia del clan de Ostoja consistía no sólo en emplear fuerzas militares, sino también en utilizar la diplomacia para debilitar económicamente al bando teutón, de modo que no pudieran pagar a los mercenarios de los que dependían. Cuando Jan Janski de Turze se convirtió en voivoda de Pomerania, Szarlejski de Ostoja era voivoda de Kujawy y utilizó la ayuda de su hermano de clan para recaudar fondos con los que contratar mercenarios que lucharan en el bando polaco. Stibor de Poniec de Ostoja, el Señor General de la Gran Polonia, se unió a la causa en 1457. Junto con sus hermanos de clan Jan Janski y Szarlejski, Stibor de Poniec recaudó nuevos fondos para contratar más mercenarios que lucharan en el bando polaco. Sin embargo, Stibor decidió utilizar esos fondos para pagar a los mercenarios que defendían la principal plaza fuerte de los Caballeros Teutónicos, Malbork (Marieburg), y a cambio les pidió que abandonaran la plaza fuerte. De este modo, el bando polaco consiguió apoderarse de Malbork sin recurrir a la fuerza, en 1457. Más tarde, en 1466, Stibor de Poniec selló la Segunda Paz de Thorn, que también acabó definitivamente con el poder de los Caballeros Teutónicos.
Tras largas negociaciones, los mercenarios teutones acordaron vender a Polonia tres castillos de Prusia, entre ellos el de Marienburg. Los nuevos y pesados impuestos provocaron rebeliones en Danzig y Thorn que fueron reprimidas sangrientamente por las ciudades con ayuda del ejército del rey. Los estados polaco y prusiano consiguieron reunir 190.000 piezas de oro húngaras, la mayoría de las cuales habían sido prestadas por Danzig. El 6 de junio de 1457, los castillos de Marienburg, Dirschau y Eylau fueron transferidos al ejército polaco. Dos días más tarde, Casimiro entró en el castillo de Marienburgo y sus habitantes le rindieron homenaje. Ulrico Czerwonka se convirtió en el primer sheriff polaco del castillo, y también recibió otros tres condados. El rey volvió a conceder amplios privilegios a las ciudades prusianas. En general se esperaba que ahora, con la caída de la capital de la Orden Teutónica, la guerra terminaría rápidamente. Sin embargo, el optimismo se desvaneció cuando el ejército polaco comandado por Prandota Lubieszowski fue incapaz de tomar Mewe, defendida de nuevo por Raweneck. Casimiro tuvo que regresar a Polonia en busca de dinero para pagar sus deudas y mercenarios. Los ánimos empeoraron cuando el gran maestre organizó una nueva ofensiva. Los Caballeros Teutónicos recibieron una importante ayuda de los burgueses de Königsberg, caballeros libres prusianos y otros. Aunque no pudieron tomar Wehlau (Znamensk) y Schippenbeil (Sępopol), los dos castillos controlados por los polacos que eran el objetivo inicial de la ofensiva, volvieron a derrotar al ejército polaco en septiembre de 1457.
Con la ayuda de los burgueses de la ciudad, las fuerzas teutonas al mando de Bernard von Zinnenberg, que había sido liberado del servicio con los polacos, tomaron Marienburgo por sorpresa el 28 de septiembre de 1457; sólo el castillo comandado por Czerwonka permaneció bajo control polaco. Lubieszowski pudo detener algunos avances más del ejército teutón. Sin embargo, recapturaron Eylau, que volvió a jurar lealtad a la Orden Teutónica, Culm y Preußisch Stargard (Starogard Gdański). La situación fue salvada para los polacos por un nuevo ejército enviado desde la Gran Polonia.
La situación internacional se complicó cada vez más. El nuevo príncipe-obispo de Ermeland era el cardenal Eneas Silvio Piccolomini, conocido por sus simpatías pro-teutónicas. En 1458, Piccolomini fue elegido Papa Pío II. Otra complicación fue la muerte de Ladislao el Póstumo y la elección de Jorge de Poděbrady como nuevo rey (husita) de Bohemia, y de Matías Corvino como rey de Hungría.
En la primavera de 1458, Casimiro IV volvió a convocar una levée en masa, que incluyó a los masovianos. Ignorando la mediación de John Giskra (Jan Jiskra), un mercenario checo que esperaba el fin de la guerra con Prusia y el inicio de un nuevo conflicto con Hungría, el ejército polaco marchó lentamente hacia Prusia, cruzando el Vístula por un puente de pontones cerca de Thorn en junio. Una vez más, el ejército contó con el apoyo de fuerzas auxiliares tártaras procedentes de Lituania y del propio ejército del rey. El ejército estaba comandado por Piotr de Szamotuly, el castellano de Poznań. El ejército polaco marchó directamente a Marienburgo, llegando a la ciudad el 10 de agosto. Esta vez estaba bien equipado con artillería enviada por Danzig y Elbing. El asedio, sin embargo, fue otro fiasco, debido en parte a las largas negociaciones y en parte a la falta de agresividad de Piotr en el campo de batalla. Su inepto liderazgo permitió a Fritz Raweneck tomar otro castillo más. Los nobles exigieron el asalto del castillo y, al no conseguirlo, empezaron a desertar y a regresar a Polonia.
En la Baja Prusia hubo una rebelión campesina contra el dominio polaco. Los campesinos capturaron algunos castillos y se los entregaron a los Caballeros Teutónicos, declarando que estaban dispuestos a luchar del lado de la Orden Teutónica contra Polonia.
Mientras tanto, el rey, utilizando a Juan Giskra como mediador, negoció con los Caballeros Teutónicos. Los polacos volvieron a proponer que la Orden Teutónica abandonara Prusia para dirigirse a Podolia. Los cruzados aceptaron una misión en Podolia, pero se negaron a abandonar Prusia. Danzigers propuso un compromiso que dejaría parte de Prusia a la Orden Teutónica. En un momento dado se firmó un alto el fuego que duró nueve meses -hubo incluso un tratado firmado, y Juan Giskra, como mediador, se quedaría con Marienburgo- y la paz parecía segura, pero los estamentos prusianos decidieron persuadir al rey para que rompiera las negociaciones.
Una señal positiva fue la paz con Dinamarca. El rey Cristián I de Dinamarca conquistó finalmente Suecia, pero el rey sueco Carlos VIII escapó a Polonia y empezó a apoyar económicamente la causa polaca. Danzig y Carlos VIII empezaron a contratar más corsarios, lo que perjudicó gravemente al comercio báltico, y finalmente Cristián I decidió firmar un alto el fuego en julio de 1458, que se amplió a cuatro años en mayo de 1459, y luego a veinte años.
En 1459, Johannes von Baysen murió y su hermano, Scibor, se convirtió en el nuevo gobernador de Prusia. Los Caballeros Teutónicos realizaron incursiones en tierras polacas y lograron algunos éxitos, entre los que destaca la toma de una ciudad polaca en el norte de la Gran Polonia por parte del komtur Kaspar Nostitz de Konitz durante unos meses. Hubo otros intentos de mediación, como por parte de los duques de Baviera y Austria, así como de los obispos de Livonia, pero todos fueron rechazados por Polonia. El Papa Pío II, que intentaba organizar una coalición contra los turcos otomanos, emprendió una mediación más seria. Suspendió la prohibición sobre la Confederación Prusiana y declaró explícitamente que la mencionada prohibición era también contra Polonia. Esta declaración indignó a Casimiro, que rechazó la llegada del legado papal, Hieronymus Landus. El 3 de junio de 1460, el Papa reactivó la prohibición contra Prusia, Polonia y el rey polaco. Al mismo tiempo, el rey bohemio Jorge de Poděbrady prohibió y encarceló a Ulrico Czerwonka y sus camaradas, y aceptó contratar soldados teutones en el territorio de su reino.
El 21 de marzo de 1460, el ejército polaco, apoyado por danzigers y campesinos, inició el asedio de la ciudad de Marienburgo; el castillo de Malbork de la ciudad ya estaba bajo control polaco. Esta vez el ejército contaba con un comandante más capaz, Lubieszowski, y suficiente artillería. Lubieszowski murió durante el asedio y fue sustituido por Jan Koscielecki con Johann Meydeburg de Danzig como consejero. La ciudad de Marienburg capituló finalmente el 5 de julio. El alcalde de Marienburgo, el burgomaestre Blume, fue ahorcado por traidor, ya que había prometido lealtad al rey polaco pero más tarde abrió las puertas de Marienburgo a los Caballeros Teutónicos.
Este éxito polaco fue rápidamente contrarrestado por los Caballeros Teutónicos, que recuperaron otras ciudades de Prusia occidental. Derrotaron al ejército de Danzig cerca de Praust (Pruszcz Gdański) en julio de 1460, y quemaron los suburbios de Danzig; la ciudad hanseática pidió entonces ayuda a Casimiro. La Orden Teutónica conquistó también Lauenburg (Lębork) y Bütow (Bytów), que habían estado en posesión de Eric II de Pomerania, Leba (Łeba) y Putzig (Puck); esta última estaba guarnecida por mercenarios contratados por el antiguo rey sueco Carlos VIII. Bernard von Zinnenberg también capturó el castillo de Schwetz (Świecie). Thorn envió inmediatamente allí soldados que, ayudados por el ejército del rey, iniciaron un asedio. En el obispado de Warmia comenzó la administración de Paul von Legensdorf. Fue nombrado por el Papa y prometió neutralidad entre los Caballeros Teutónicos y el rey polaco. La neutralidad de Legensdorf le hizo popular entre los burgueses y campesinos, cansados de la guerra.
La situación de Polonia se volvió desesperada. Uno por uno, los castillos y ciudades de Prusia fueron recuperados por el ejército teutónico. La situación interna era pesimista debido al conflicto entre el Papa y el rey por el nombramiento del nuevo obispo de Cracovia, ya que tanto el rey como el Papa estaban convencidos de que el otro carecía del derecho a elegir al nuevo obispo.
El rey polaco volvió a convocar una levée en masse, pero la mayor parte de la nobleza se negó a participar después de que Tęczynski fuera asesinado en Cracovia por unos burgueses en una disputa por el pago de su armadura. Los comandantes, entre ellos Piotr de Szamotuly, estaban desorganizados y, tras las incursiones al Ducado de Pomerania de Eric II, el ejército regresó a casa al cabo de unas semanas. El fracaso de la última levée en masa y la recuperación teutona de Warmia, capturando los últimos puntos polacos de resistencia, convencieron a Casimiro de que la guerra debía dejarse en manos de profesionales. La nobleza aceptó pagar nuevos impuestos para contratar y mantener un ejército más regular. El nuevo comandante fue Piotr Dunin, un líder innovador de Prawkowice.

### Segunda fase
En 1461, Polonia logró un gran éxito con la toma del castillo de Schwetz. Los corsarios polacos contratados por Danzig también tuvieron éxito, aunque luchaban no sólo contra barcos y corsarios teutones, sino también contra barcos de Lübeck. El primer grupo de regulares del ejército polaco -inicialmente unos 2.000 soldados- llegó a Prusia hacia octubre de 1461, al mando de Dunin. Casi inmediatamente Dunin logró dos éxitos, capturando los castillos de Lessen y Stuhm. Al mismo tiempo, los Caballeros Teutónicos capturaron algunas ciudades y castillos, como la ciudad de Estrasburgo (Brodnica), aunque el castillo permaneció en manos polacas, y Stargard. El Sejm de Nowe Miasto Korczyn, en la Pequeña Polonia, decidió recaudar nuevos impuestos para aumentar el ejército regular polaco. No fue hasta el verano de 1462 cuando Dunin finalmente, tras perder el castillo de Estrasburgo, pudo iniciar alguna acción más seria. Su primer éxito fue la conquista del castillo de Frauenburg (Frombork) y el incendio de Fischhausen.
Casimiro no pudo beneficiarse de los éxitos polacos debido a los problemas en Lituania. Los lituanos rechazaron la idea de trasladar la Orden Teutónica a Podolia, aunque Lituania adquiriera territorios en Prusia. Esto obligó al rey a entablar nuevas negociaciones con la Orden Teutónica, con la Liga Hanseática como mediadora. El 3 de julio de 1462 comenzaron las negociaciones en Thorn. Entre los negociadores polacos se encontraban Jan Długosz y el rector de la Academia de Cracovia, Jan de Dąbrówka. Entre los representantes prusianos figuraban Gabriel von Baysen y Scibor von Baysen, así como enviados de las ciudades más grandes. Los polacos y los prusianos argumentaron que "Pomerania desde tiempos inmemoriales pertenecía a Polonia, señalando nombres eslavos en Pomerania, el idioma eslavo de los habitantes", el "impuesto de San Pedro" pagado por Pomerania, y que Pomerania pertenecía a la diócesis polaca de Włocławek. También hicieron mucho hincapié en que los prusianos pidieron por voluntad propia la incorporación de Prusia a Polonia. También intentaron demostrar que incluso la Prusia oriental estuvo, en tiempos pasados, ligada de alguna manera a Polonia. Los Caballeros Teutónicos cuestionaron todos los argumentos y las sentencias papales del pasado. En su lugar, subrayaron enérgicamente que Polonia había renunciado oficialmente a todas las reclamaciones sobre Pomerania y Culmerland, y también señalaron la declaración del emperador de 1453 cuando prohibió toda oposición en Prusia. Los mediadores hanseáticos propusieron un alto el fuego de 20 años, pero fue rechazado. Los polacos volvieron a proponer el traslado de la Orden Teutónica a Podolia, que también fue rechazado. Extraoficialmente, los polacos propusieron sin éxito dejar a la Orden Teutónica en Sambia como vasallos polacos. Finalmente, los polacos exigieron al menos Pomerelia, Culmerland, Marienburg y Elbing, y cuando esto también fue rechazado, las negociaciones se rompieron.

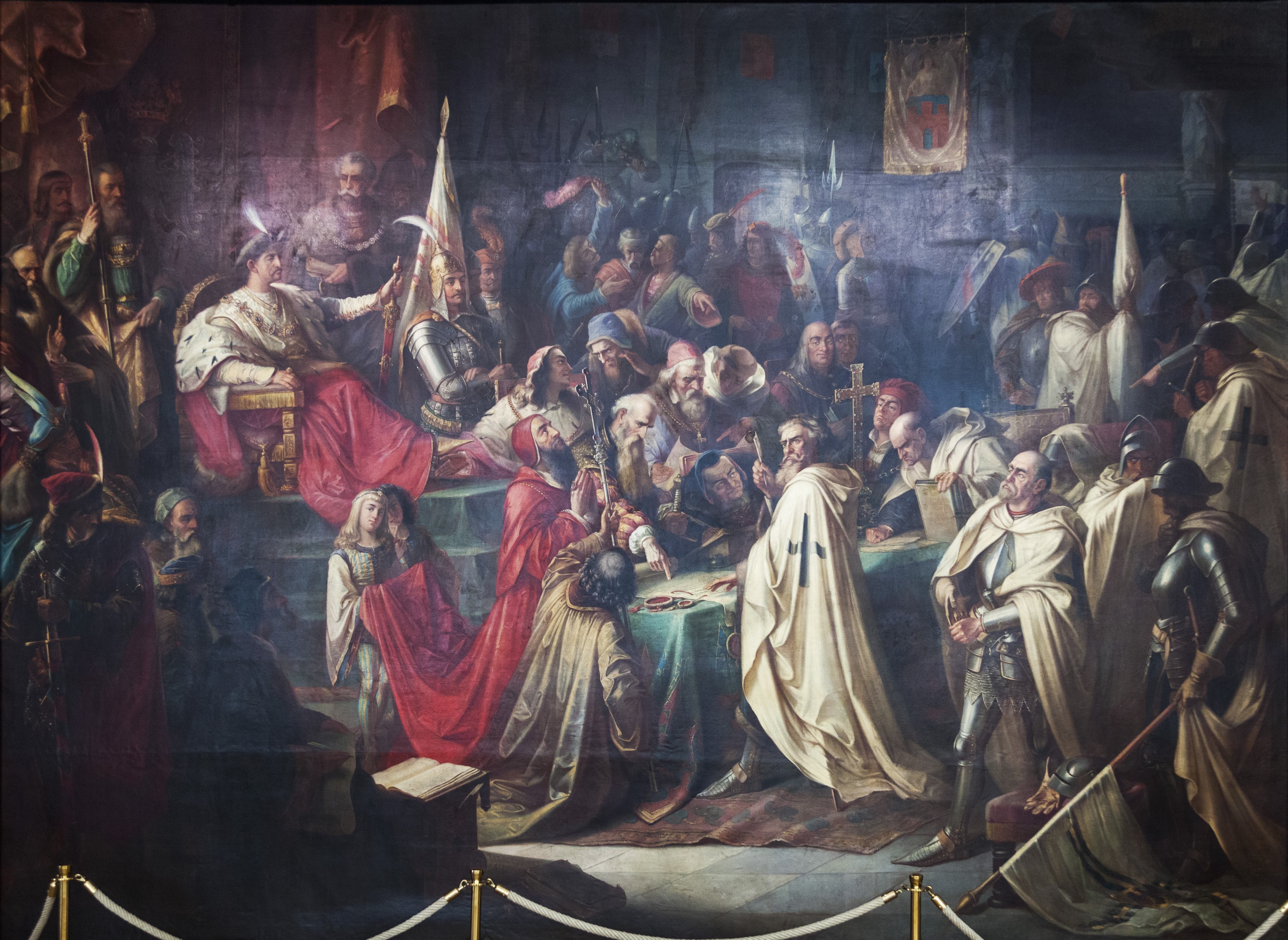
Segunda Paz de Thorn

La batalla de Świecino (Schwetz), en la que murió el excelente comandante teutón Fritz Raweneck, cambió el curso de la guerra. Después de esa batalla, los polacos, apoyados por Ulrich Czerwonka, liberado de la prisión bohemia, pudieron tomar la ofensiva. El 27 de julio de 1463, Dunin comenzó el asedio de Mewe. Debido a la gran importancia estratégica de la ciudad y el castillo, el Gran Maestre de la Orden Teutónica envió refuerzos. El ejército teutón, al mando de los comandantes von Plauen, von Zinnenberg y el gran maestre, se reunió en Stargard. El 15 de septiembre de 1463, 44 barcos de la armada teutona fueron destruidos por 30 barcos de Danzig y Elbing en la batalla de Zatoka Świeża. Poco después de la batalla, von Zinnenberg, con la aprobación de la Orden Teutónica, firmó un tratado con Polonia, retirándose de la guerra pero conservando en su poder algunos castillos en Culmerland. Mewe capituló el 1 de enero de 1464.
Los Caballeros Teutónicos empezaron a tener graves problemas financieros. Cada año recibían menos dinero del Sacro Imperio Romano Germánico. Sus mercenarios, el núcleo del ejército teutón, no cobraban y se negaban a realizar ofensivas serias. Al mismo tiempo, los ejércitos de Polonia y de la Confederación Prusiana (principalmente Danzig) proseguían su ofensiva.
Dunin continuó la ofensiva, capturando cada vez más castillos. Los masovianos, enfurecidos por las incursiones teutonas, organizaron una levée en masa y capturaron el castillo de Soldau (Działdowo), pero de nuevo el rey tuvo que abandonar Polonia para dirigirse a Lituania, y los problemas financieros impidieron nuevos avances. Esto provocó otra ronda de negociaciones en 1465, que volvieron a ser infructuosas.
En 1466, el príncipe-obispo de Warmia, Paul von Legensdorf, decidió unirse a las fuerzas polacas y declarar la guerra a los caballeros teutónicos. Las fuerzas polacas al mando de Dunin finalmente también pudieron capturar Konitz el 28 de septiembre de 1466.
Los éxitos polacos hicieron que la exhausta Orden Teutónica buscara nuevas negociaciones, bien documentadas por el cronista Jan Długosz. El nuevo mediador fue el Papa Pablo II. Con la ayuda del delegado papal, Rodolfo de Rüdesheim, el 10 de octubre de 1466 se firmó la Segunda Paz de Thorn. Prusia occidental se convirtió en una provincia polaca autónoma, más tarde conocida como Prusia Real; el obispado de Warmia también pasó a depender de la corona de Polonia. Prusia oriental permaneció bajo el control de los Caballeros Teutónicos, aunque se convirtió en vasalla del rey polaco. El Gran Maestre recibió el título de senador del reino polaco. El tratado fue firmado por el legado papal. "Ambas partes acordaron que, aunque la aprobación del Papa no era necesaria, le pedirían que confirmara el tratado para asegurarlo". [cita requerida] El tratado fue disputado posteriormente por el papa Paulo II y el emperador Federico III.

## Guerra de los Sacerdotes (1467-1479)
La Guerra de los Sacerdotes (1467-1479, alemán: Pfaffenkrieg, polaco: wojna popia, wojna księża) fue un conflicto en la provincia polaca de Warmia entre el rey de Polonia Casimiro IV y Nicolaus von Tüngen, el nuevo obispo de Warmia elegido -sin la aprobación del rey- por el cabildo de Warmia. Este último contaba con el apoyo de los Caballeros Teutónicos, a estas alturas vasallos de Polonia, que pretendían una revisión de la recién firmada Segunda Paz de Toruń.

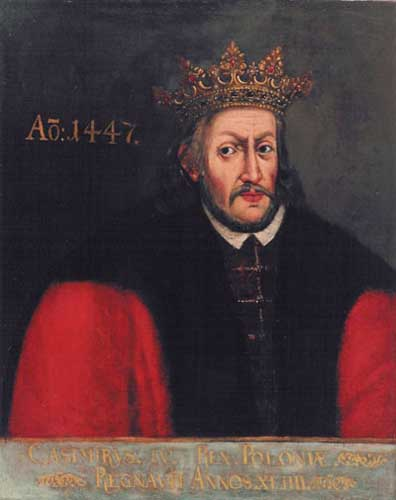
Casimiro IV Jagellón

### Contexto político
En el siglo XIV, el obispado de Warmia formaba parte del Estado Monástico de los Caballeros Teutónicos, pero gozaba de autonomía y era administrado como un príncipe-obispado. Los obispos, a menudo miembros de la Orden Teutónica, fueron leales a la orden incluso a principios del siglo XV, cuando los Caballeros Teutónicos subieron los impuestos para pagar los costes resultantes de la Guerra Polaco-Lituana-Teutónica. [Con el tiempo, las políticas de la orden y el aumento de los impuestos provocaron la oposición dentro de Prusia y la fundación de la Confederación Prusiana en 1440 por parte de las ciudades prusianas que querían defender sus derechos frente a la orden.
La Confederación Prusiana acabó pidiendo ayuda exterior y se alió con el rey polaco Casimiro IV, solicitando su incorporación al Reino de Polonia. Esto condujo a la Guerra de los Trece Años (1454-1466). El obispo de Warmia, Paul von Legendorf (1458-1467), se unió a la Confederación Prusiana en el último año del conflicto (1466). La Segunda Paz de Thorn (1466) sometió a la Prusia real a la soberanía del rey polaco. Como parte del tratado, el rey de Polonia tenía derecho a aprobar al obispo de Warmia, elegido por el capítulo de Warmia.

### Disputa electoral
En 1467, el cabildo eligió como obispo a Nicolaus von Tüngen, mientras que el rey polaco promovió para el cargo a Wincenty Kiełbasa (entonces obispo de Chełm). Fue Tüngen quien recibió la aprobación del Papa, pero no pudo ocupar la sede de facto, sino que residió en Riga. Incapaz de obtener la aprobación del papa para Kiełbasa, Casimiro cambió de táctica y nombró obispo a Andrzej Oporowski, su canciller (Tüngen recibiría el obispado de Kamień). Oporowski, sin embargo, a diferencia de Kiełbasa, no contaba con el apoyo de los estamentos prusianos, ya que no era de la región.
Esto dio lugar a una disputa en la que Tüngen contó con el apoyo de la Orden Teutónica y de Matías Corvino, rey de Hungría. Con la ayuda de la Orden, Tüngen pudo llegar a Warmia en 1472. En 1476 Corvino invadió el sur de Polonia y un año después Heinrich Reffle von Richtenberg, gran maestre de la orden, se negó a prestar apoyo militar a Casimiro, su soberano.
Casimiro respondió cortejando el apoyo de los estados y ciudades prusianos. Concedió la ley de Chełmno a varias ciudades, afirmó los privilegios existentes y retiró la candidatura de Oporowski. Como resultado, los prusianos volvieron a jurar fidelidad al rey de Polonia y se negaron a apoyar la orden. Del mismo modo, Gdańsk, la mayor ciudad de la Prusia Real polaca, declinó su apoyo a la Orden y a Corvino.

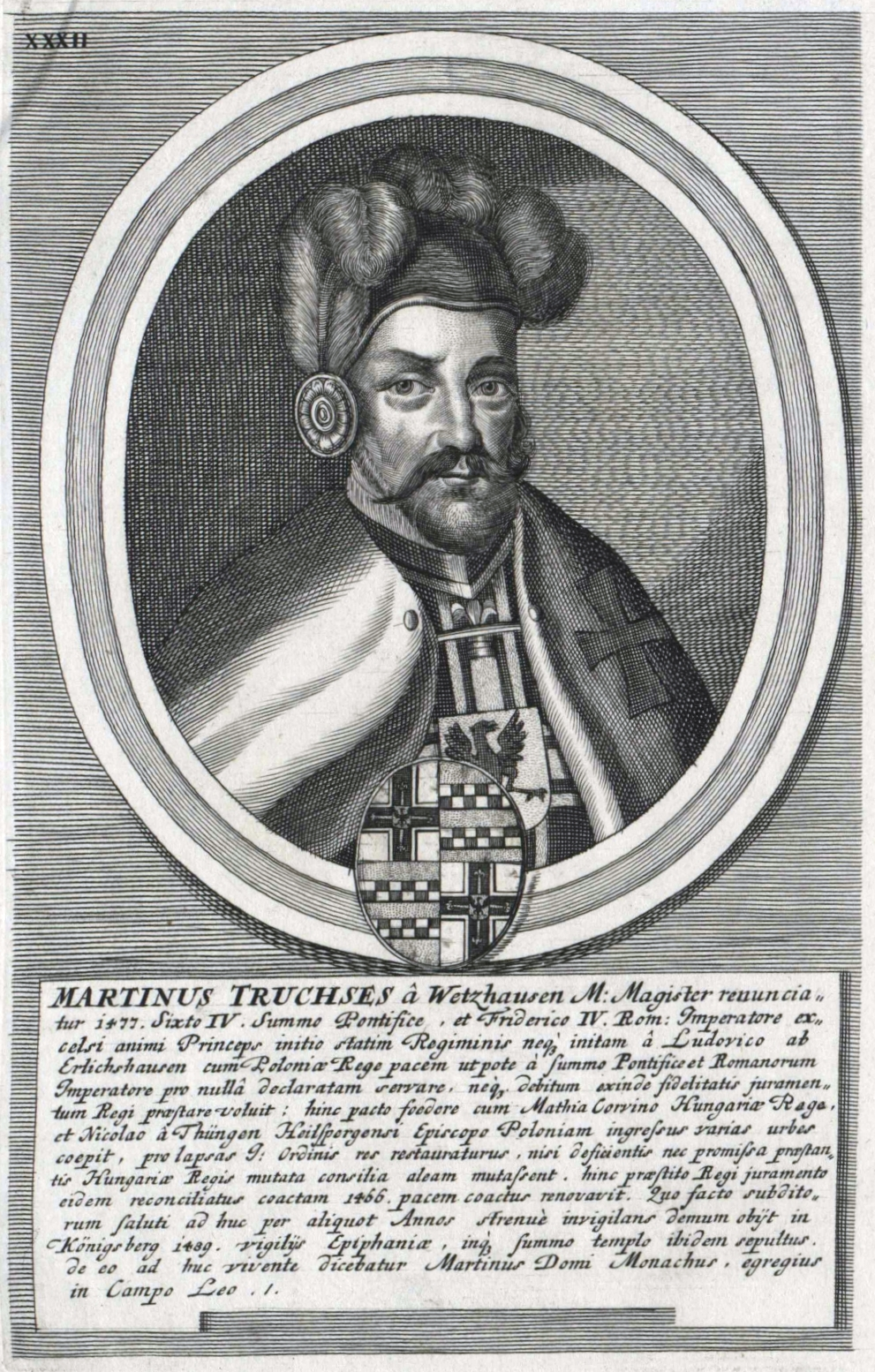
Martín von Wetzhausen

### Acción militar
En 1477, Martin von Wetzhausen, el nuevo gran maestre de la orden, se negó a prestar juramento de fidelidad al rey polaco e invadió Warmia, tomando Chełm y Starogard Chełminski. En respuesta, en 1478, las fuerzas polacas del rey Casimiro IV intervinieron militarmente, sitiando Braniewo. Bajo el mando de Jan Biały y Piotr Dunin, las fuerzas polacas ocuparon varias ciudades de Warmia y Pomesania. Las operaciones militares de los Caballeros Teutónicos se vieron obstaculizadas por la negativa de los Estados prusianos a apoyarles. Tüngen se vio obligado a huir a Königsberg (Królewiec). Al mismo tiempo, en abril de 1479, los reyes polaco y húngaro llegaron a un acuerdo y Corvino se retiró de la alianza antipolaca.
Como consecuencia, en julio de 1479, tanto Tüngen como el gran maestre se vieron obligados a rendir homenaje al rey polaco.

### Asentamiento
El primer Tratado de Piotrków (en Piotrków Trybunalski) puso fin al feudo en 1479. El rey polaco aceptó como obispo a Nicolaus von Tüngen, que había sido elegido en 1467, y concedió o confirmó varias prerrogativas del obispado. El obispo reconoció la soberanía del rey polaco sobre Warmia, obligó al cabildo a elegir sólo candidatos "del agrado del rey polaco" y los Warmianos tuvieron que jurarle lealtad. Políticamente, Warmia permaneció bajo el señorío de la corona polaca.

## Guerra Polaco-Teutónica (1519-1521)
La guerra polaco-teutónica de 1519-1521 (en alemán: Reiterkrieg, lit. "Guerra de los jinetes", polaco: Wojna pruska, lit. "Guerra de Prusia") se libró entre el Reino de Polonia y los Caballeros Teutónicos y concluyó con el Compromiso de Thorn en abril de 1521. Cuatro años más tarde, en virtud del Tratado de Cracovia, parte del Estado monástico católico de la Orden Teutónica se secularizó como Ducado de Prusia. El Gran Maestre reinante Alberto de Hohenzollern-Brandeburgo-Ansbach se convirtió en el primer Duque de Prusia al rendir el Homenaje Prusiano como vasallo a su tío, el rey polaco Segismundo I el Viejo.

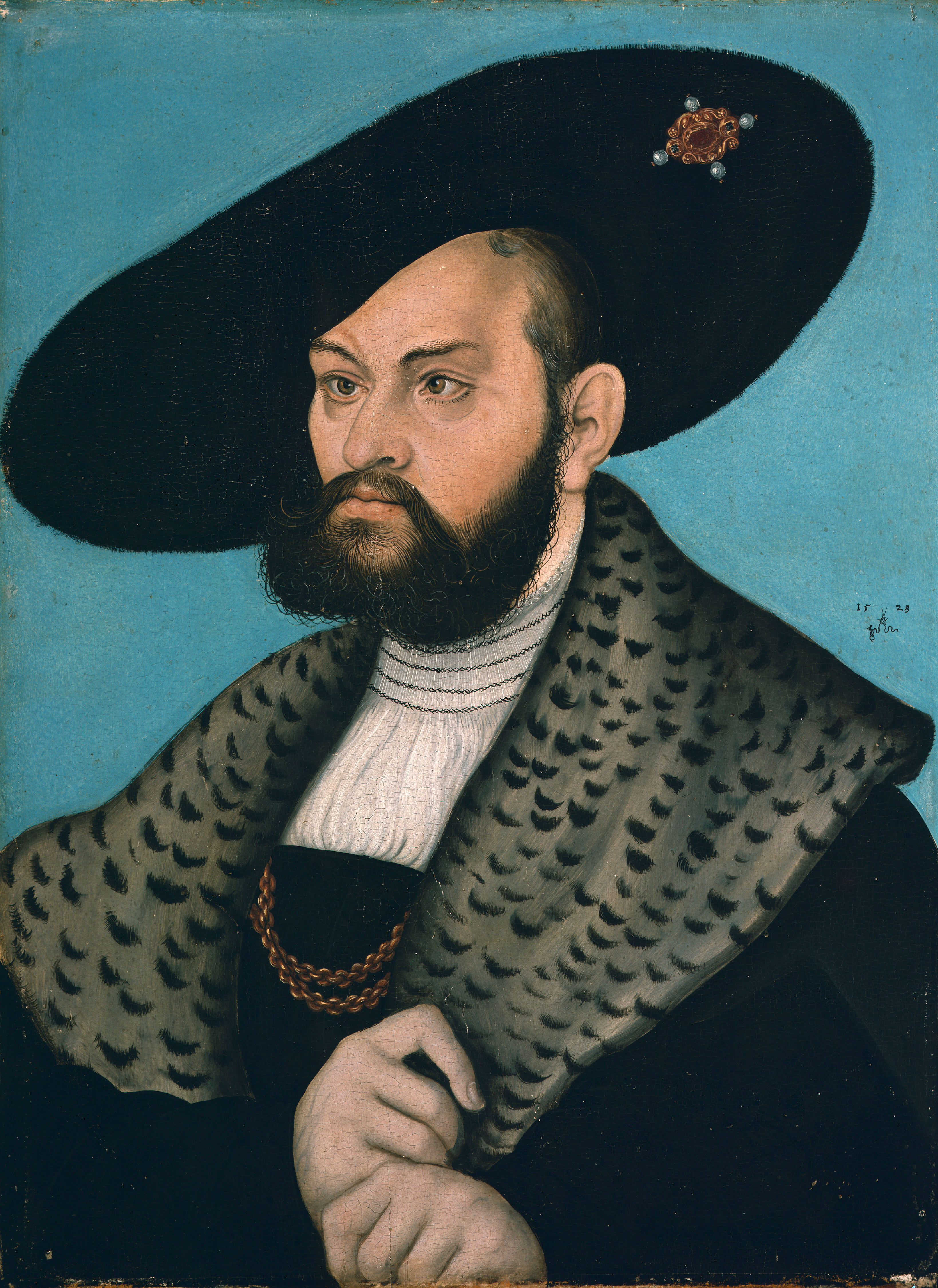
Alberto Hohenzollern

### Preludio
Tras la Segunda Paz de Thorn (1466), la Orden Teutónica quedó bajo soberanía polaca. A finales de la década de 1490, la Orden desarrolló la idea de elegir como futuro Gran Maestre únicamente a un Príncipe Imperial que, como súbdito del Emperador, pudiera resistirse a tener que rendir homenaje a los reyes de Polonia. La Orden estaba presente no sólo en Prusia, sino en todo el Imperio, y también estaba subordinada al Sacro Emperador Romano Germánico, que se oponía desde 1501 a que el duque Federico de Sajonia, Gran Maestre de la Orden Teutónica y Reichsfürst, ofreciera homenaje al rey polaco.

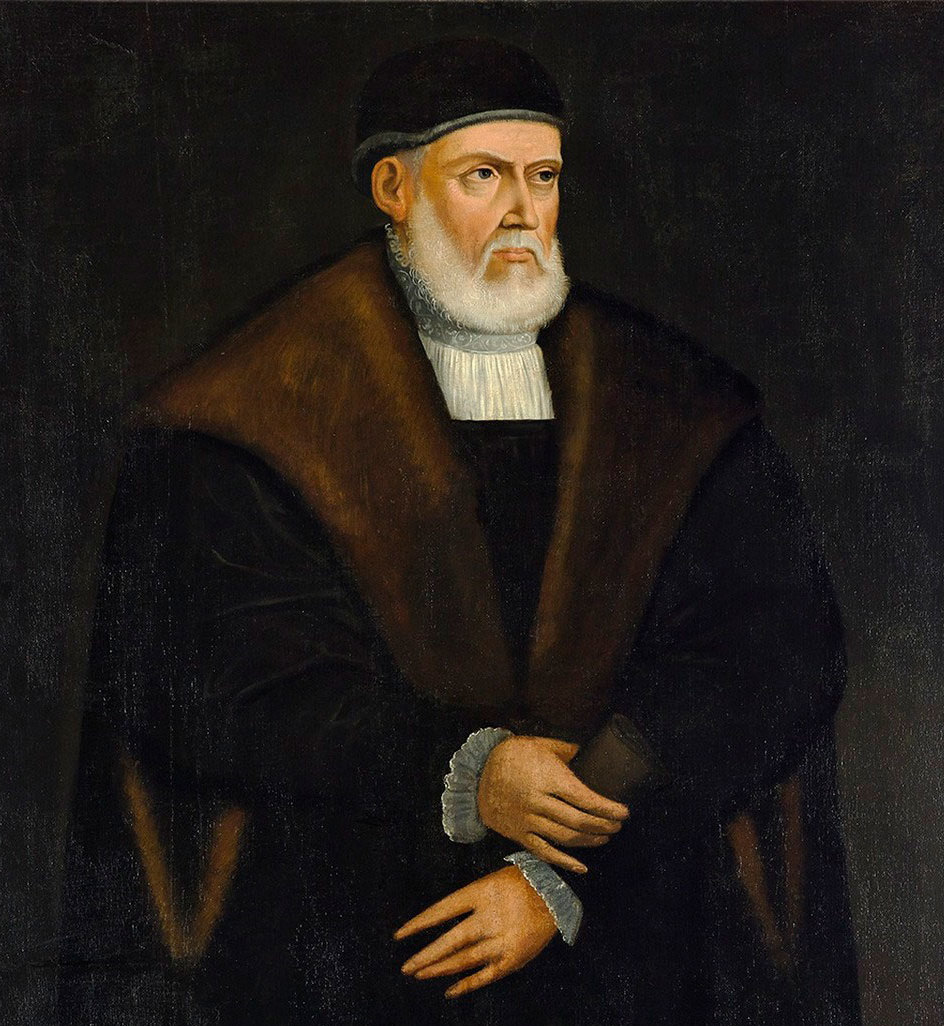
Segismundo I el Viejo

Federico murió en diciembre de 1510, y Alberto de Hohenzollern fue elegido su sucesor a principios de 1511 con la esperanza de que su relación con su tío materno, Segismundo I el Viejo, Gran Duque de Lituania y Rey de Polonia, facilitara la resolución de las disputas sobre Prusia oriental. El nuevo Gran Maestre, consciente de sus deberes para con el imperio y el papado, se negó a someterse a la corona de Polonia. Como la guerra por la existencia de la Orden parecía inevitable, Alberto hizo denodados esfuerzos por conseguir aliados y mantuvo prolongadas negociaciones con el emperador Maximiliano I.
Mientras tanto, sin embargo, la Orden había estado buscando otros aliados. En 1512, Moscovia invadió el Gran Ducado de Lituania, que estaba en unión personal con Polonia. La Orden debía ayudar al Ducado, pero se negó, lo que enfureció a Segismundo I. En 1517, la Orden Teutónica firmó una alianza con Vasili III de Moscovia. Alberto se sintió ahora en ventaja y exigió al rey polaco la devolución de los territorios de Prusia Real y Warmia, así como una cuantiosa remuneración por la "ocupación polaca" de dichos territorios. En respuesta, primero la Dieta de Prusia (Landtag o sejmik), y después, en diciembre de 1519, el Sejm General polaco, declararon que existía un estado de guerra entre el Reino polaco y la Orden. Sin embargo, Lituania se negó a ayudar a Polonia, ya que estaba centrada en la amenaza moscovita.

### La guerra
Las fuerzas polacas al mando del Gran Atamán de la Corona Mikołaj Firlej se reunieron cerca de Koło y en enero atacaron hacia Pomesania en dirección a Königsberg, sitiando Marienwerder (actual Kwidzyn) y Preußisch Holland (actual Pasłęk). Sin embargo, el asedio fue lento, ya que las fuerzas polacas carecían de potencia artillera. La flota polaca inició un bloqueo de los puertos teutones. Los Caballeros, mientras tanto, tomaron la ciudad Warmia de Braunsberg (actual Braniewo). El ejército polaco recibió refuerzos de artillería en abril y tomó Marienwerder y Preußisch Holland ese mes, pero no logró retomar Braunsberg.
La guerra creció, con fuerzas polacas del Ducado de Masovia y Gdańsk atacando las cercanas fortificaciones teutonas. Las fuerzas teutonas estaban a la defensiva, esperando refuerzos de Alemania, que llegaron en el verano de 1520. En julio, el ejército teutón inició una ofensiva, atacando Masovia, Warmia y los territorios de Łomża, sitiando Lidzbark Warmiński. En agosto, otro grupo de refuerzos alemanes atacó la Gran Polonia, tomando Międzyrzecz. Los alemanes tomaron Wałcz, Chojnice, Starogard Gdański y Tczew e iniciaron el asedio de Gdańsk, pero se retiraron ante los refuerzos polacos y acosados por problemas financieros (los refuerzos alemanes, en su mayoría mercenarios, se negaban a luchar hasta que les pagaran). Las fuerzas polacas retomaron Tczew, Starogard y Chojnice. Los Caballeros Teutónicos se retiraron hacia Oliwa y Puck, perseguidos por las fuerzas polacas. El bando polaco se vio entonces afectado por problemas financieros, y las fuerzas "pospolite ruszenie" también estaban cansadas. Los Caballeros Teutónicos aprovecharon su oportunidad y lanzaron una contraofensiva, tomando Nowe Miasto Lubawskie y acercándose a Płock y Olsztyn. Olsztyn fue defendida con éxito por los polacos al mando de Nicolaus Copernicus.
En ese momento, el Imperio otomano invadió Hungría, y el nuevo emperador del Sacro Imperio Romano Germánico, Carlos V, exigió que los Caballeros Teutónicos y los polacos pusieran fin a sus hostilidades y ayudaran a la defensa de Europa contra los infieles. Ambos bandos, cansados de la guerra, acordaron un armisticio el 5 de abril de 1521 en el Compromiso de Thorn. 

### Resultado

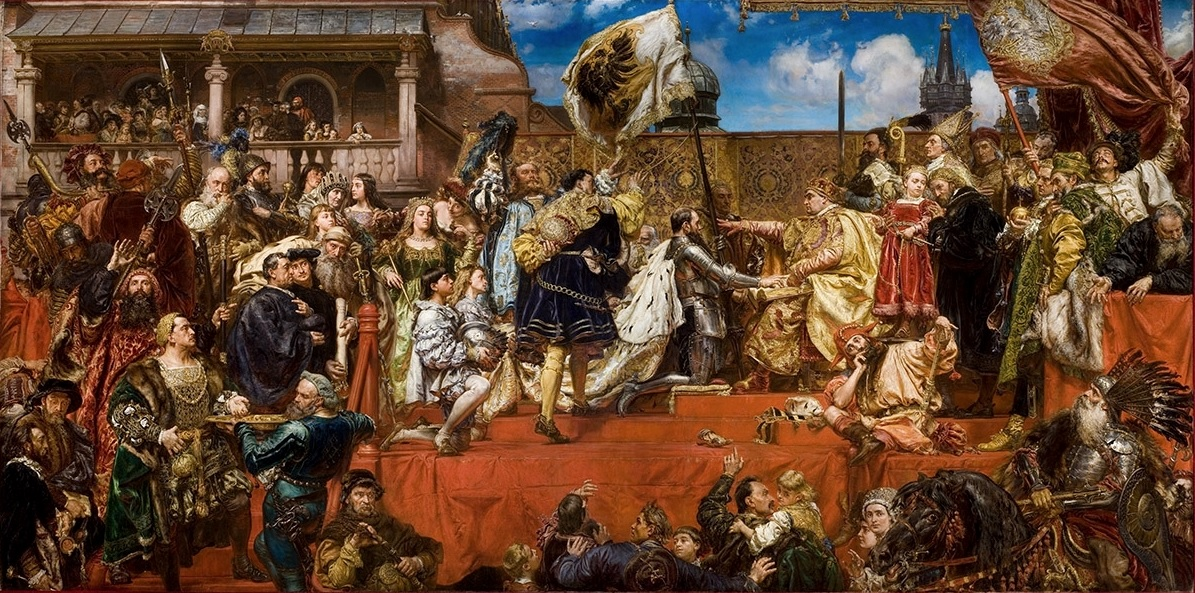
Homenaje, de Jan Matejko

Durante la tregua de cuatro años, la disputa se remitió al emperador Carlos V y a otros príncipes, pero no se llegó a ningún acuerdo. Alberto continuó sus esfuerzos por obtener ayuda ante el inevitable fin de la tregua.
Finalmente, en Wittenberg, Alberto conoció a Martín Lutero, quien le aconsejó abandonar las reglas de su Orden, casarse y convertir Prusia en un ducado hereditario para él. Alberto aceptó y se convirtió al luteranismo en 1525. Renunció al cargo de Hochmeister para asumir de su tío Segismundo I el Viejo el Homenaje Prusiano, los derechos hereditarios al ahora secularizado Ducado de Prusia, como vasallo de la Corona polaca. La dieta del Landtag prusiano se reunió en Königsberg, donde todos los "Stände", liderados por el influyente obispo de Samland Jorge de Polentz, abrazaron tanto al nuevo Duque como la Reforma protestante a la fe luterana. De este modo, la Orden fue derrocada tras enfrentarse a un siglo de oposición por parte de la Confederación Prusiana. La Orden eligió a un nuevo Gran Maestre que intentó luchar contra la pérdida de poder en los territorios prusianos por medios políticos, pero nunca pudo recuperar ninguna influencia allí.

## Galería

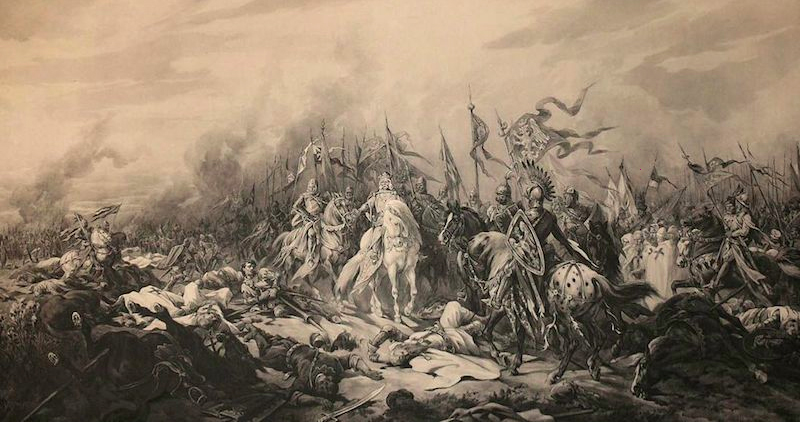
Batalla de Płowce, de Juliusz Kossak
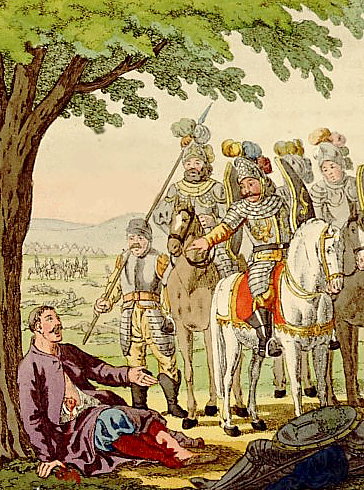
Władysław I Łokietek y Florian el Gris
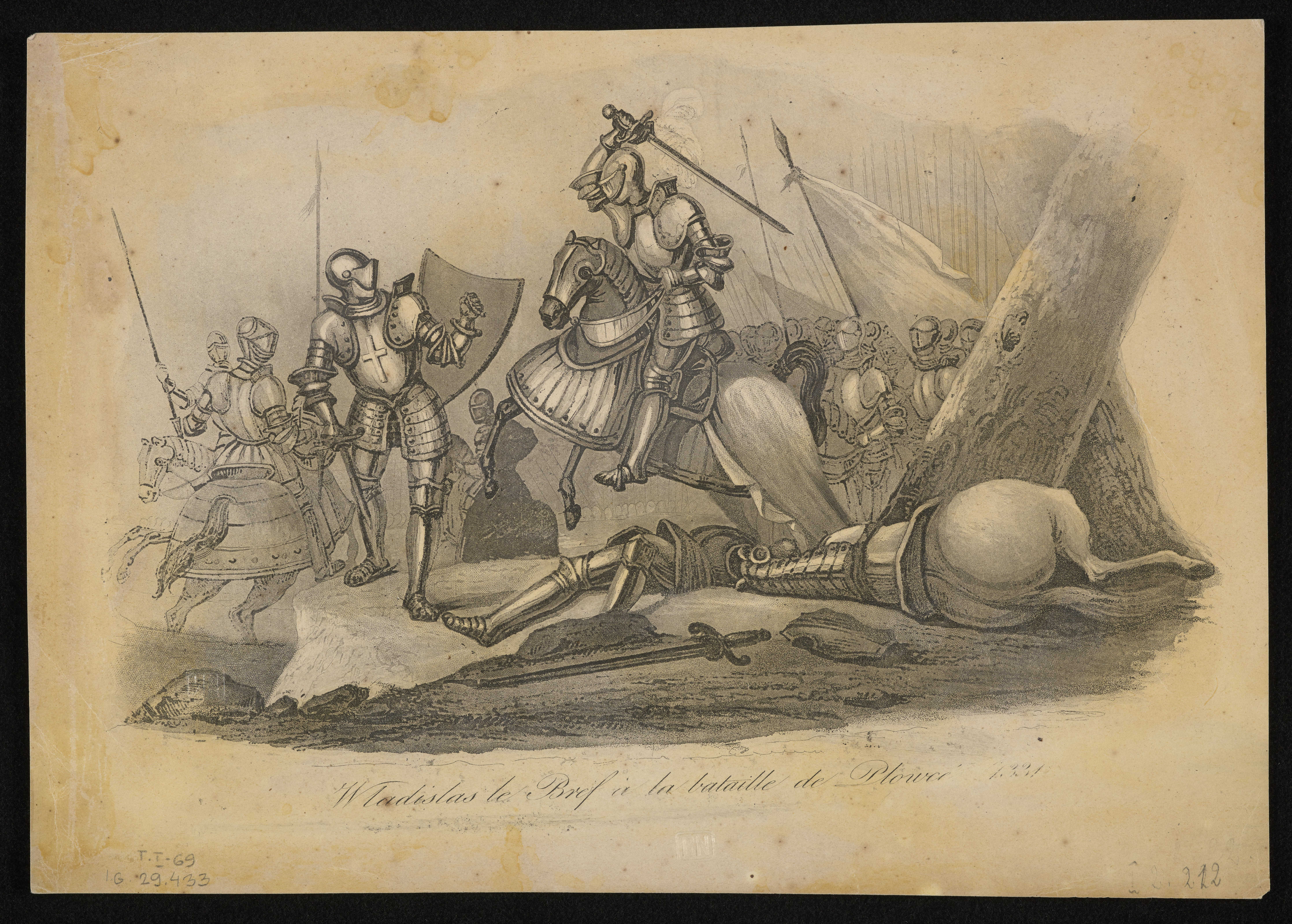
Władysław I Łokietek en la batalla de Płowce
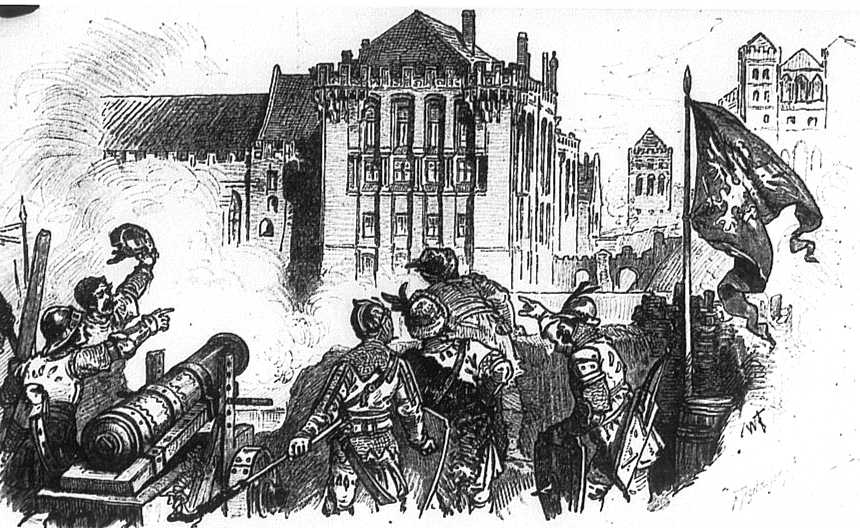
Artillería polaca durante el asedio de Malbork en 1410
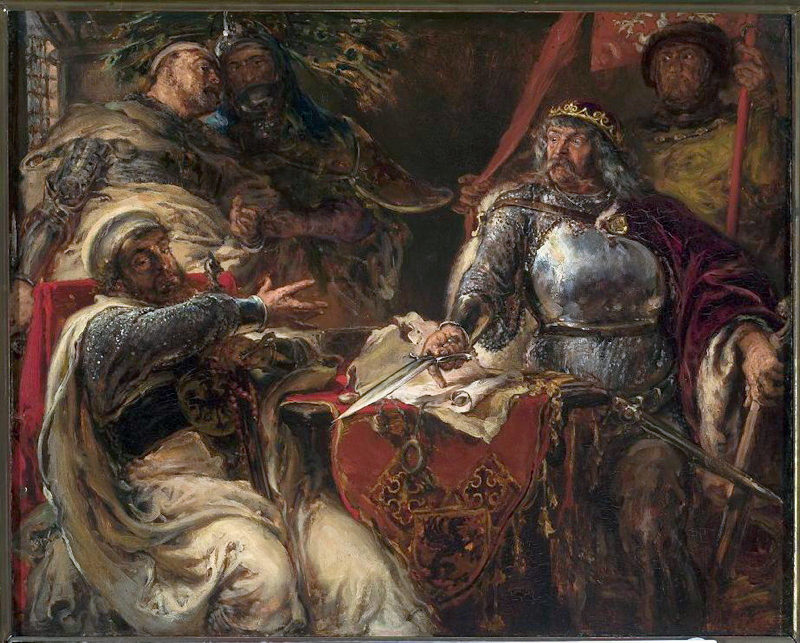
Władysław I Łokietek rompe las negociaciones con los Caballeros Teutónicos
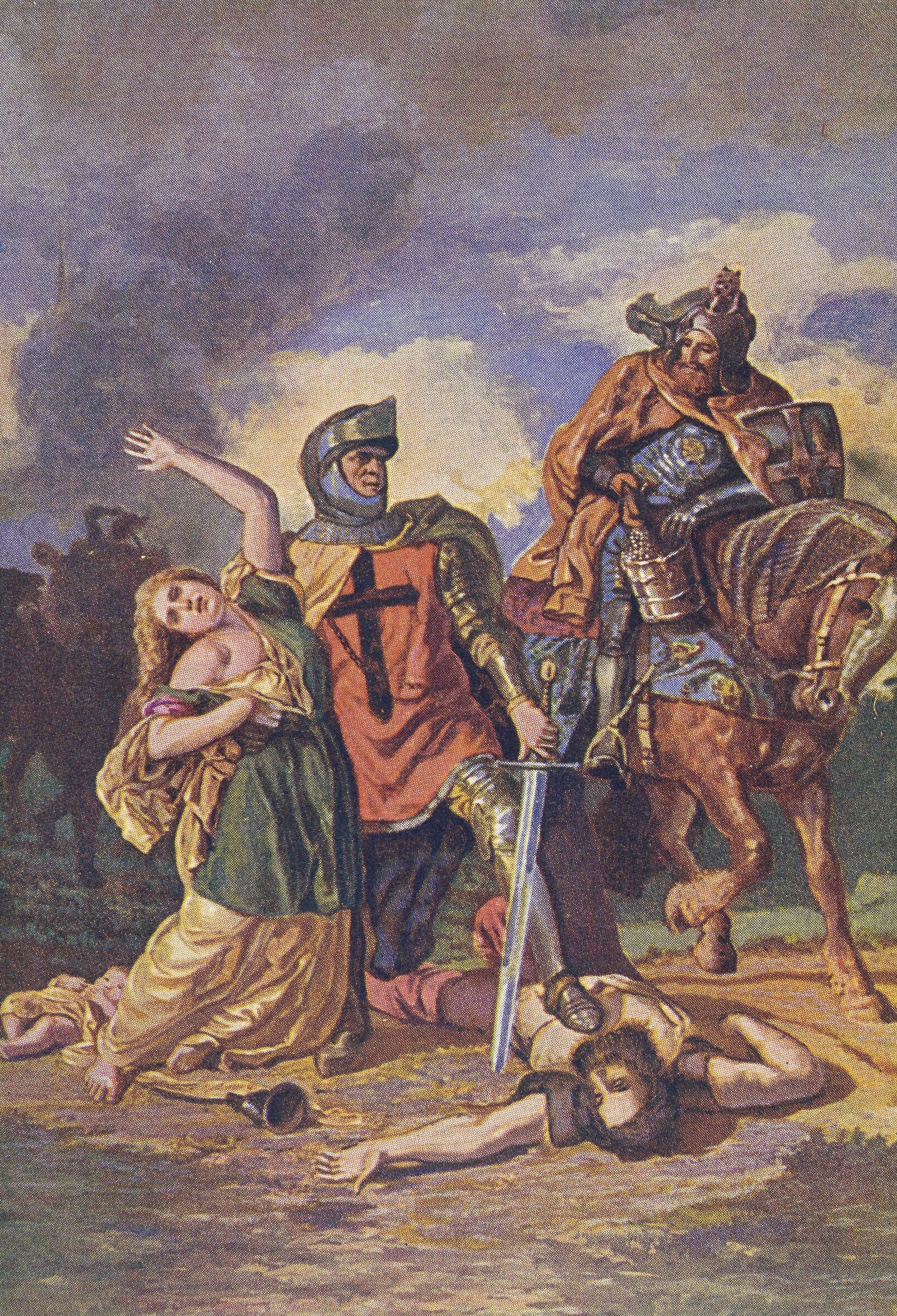
Caballeros teutones
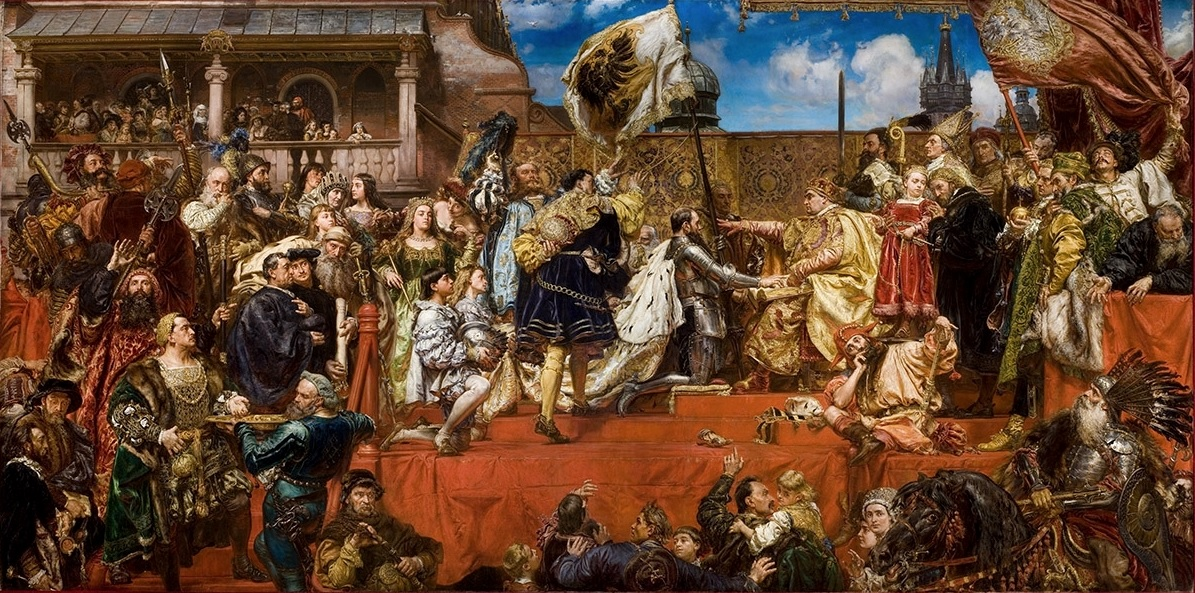
Homenaje prusiano
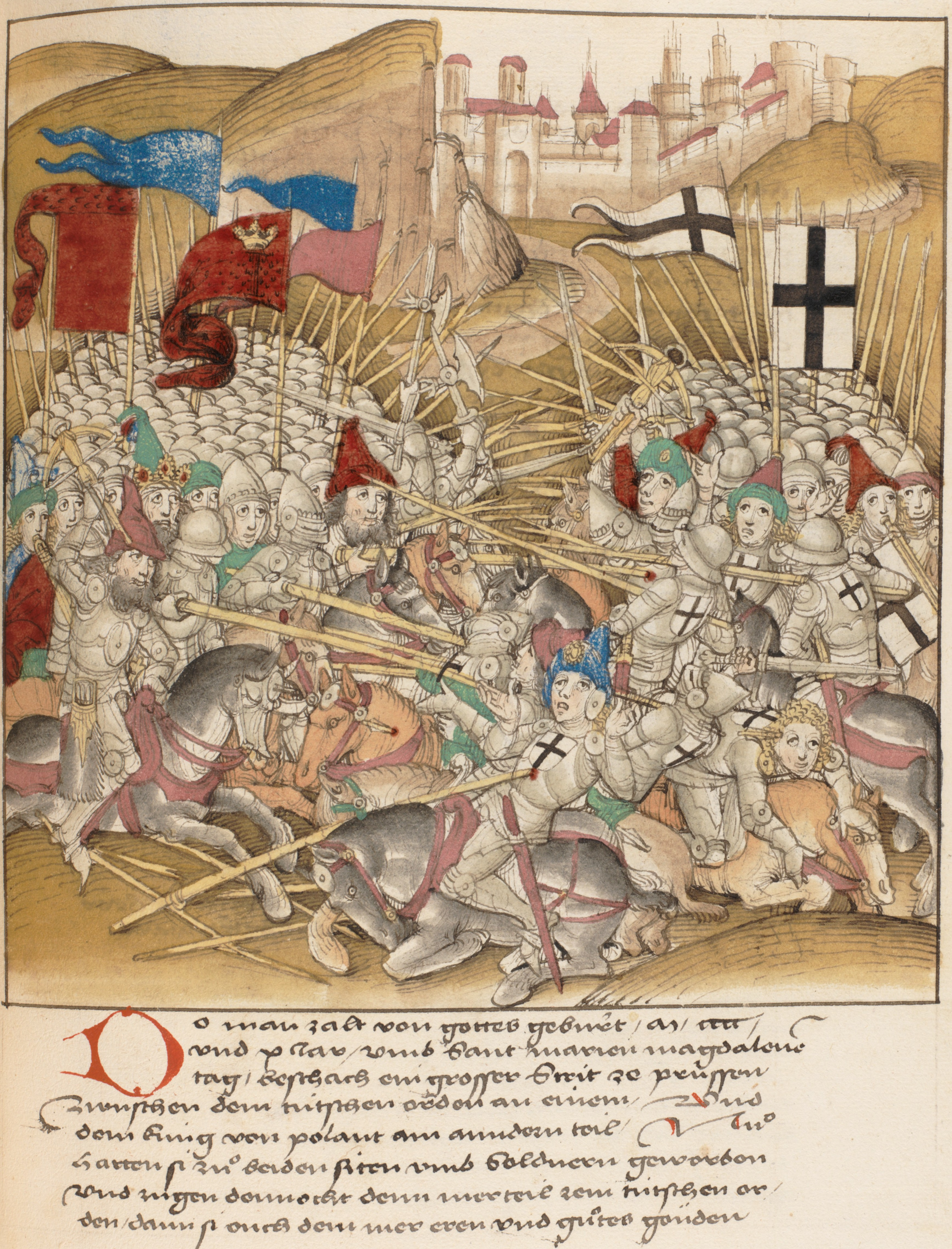
Batalla de Grunwald
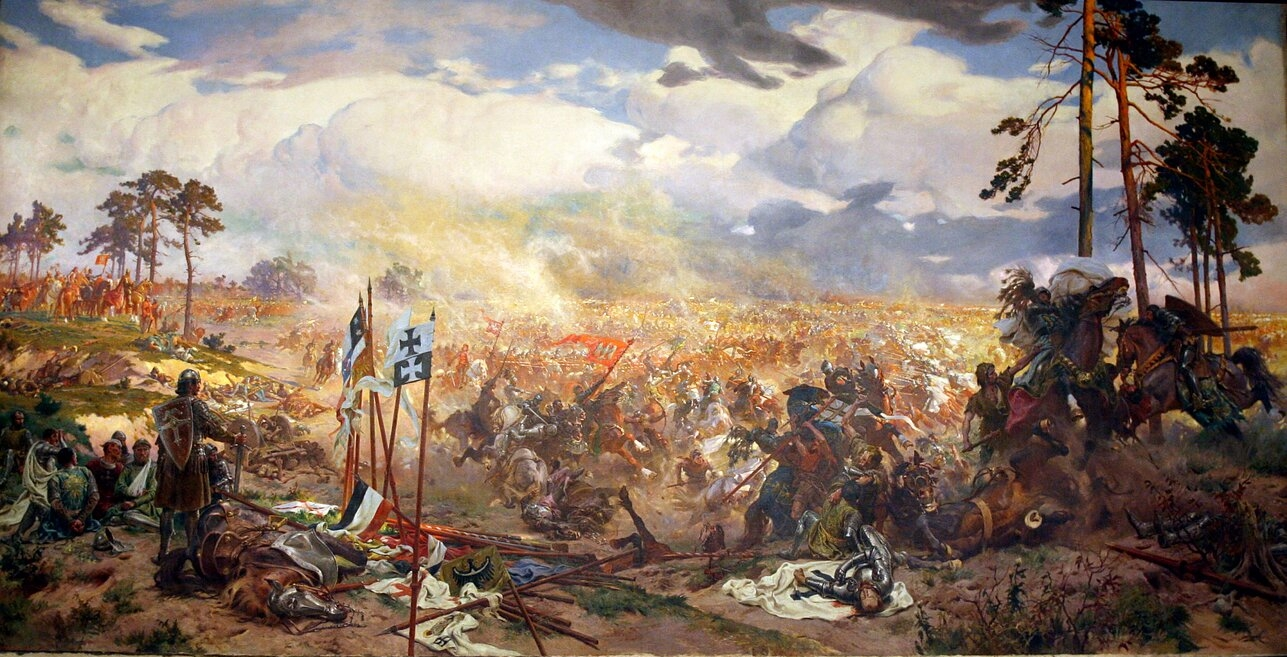
Batalla de Grunwald 1410, de Rozwadowski y Popiel
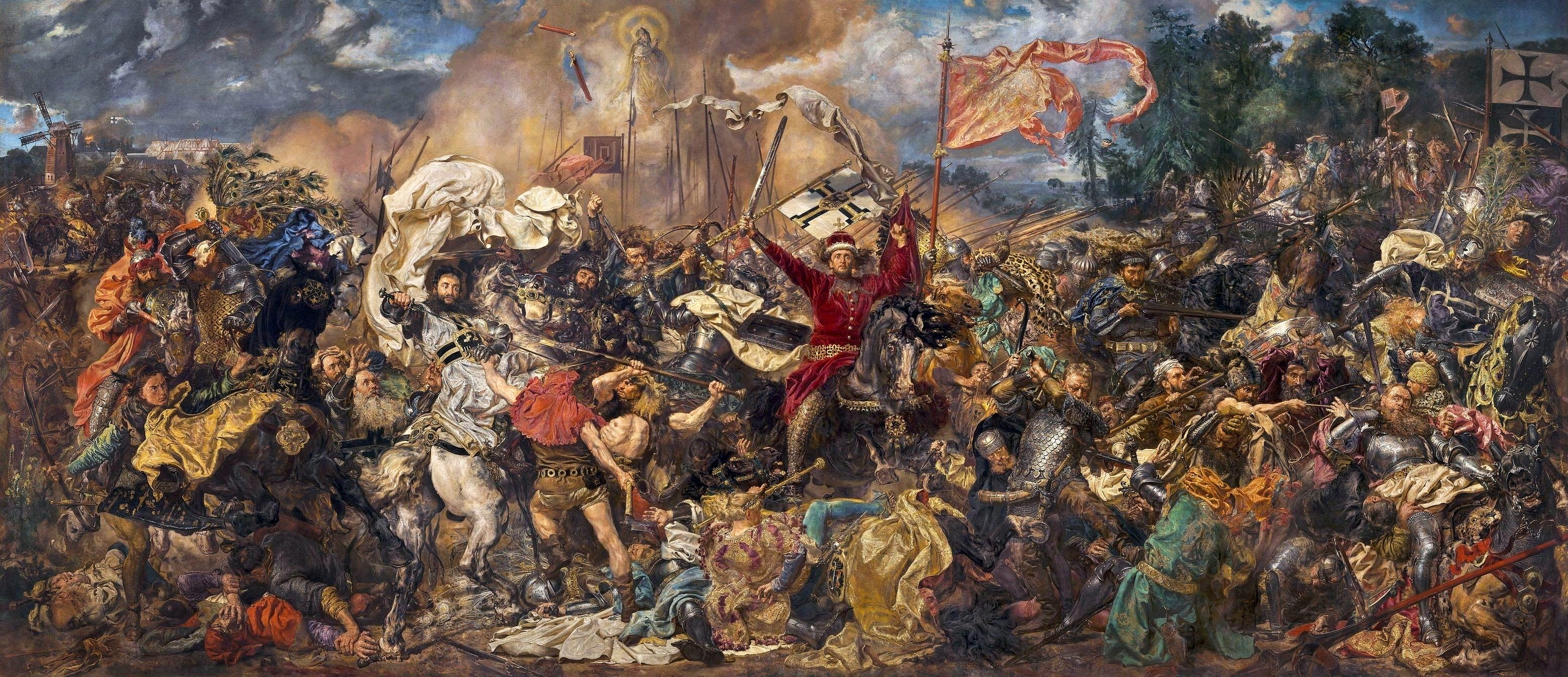
Batalla de Grunwald, de Jan Matejko
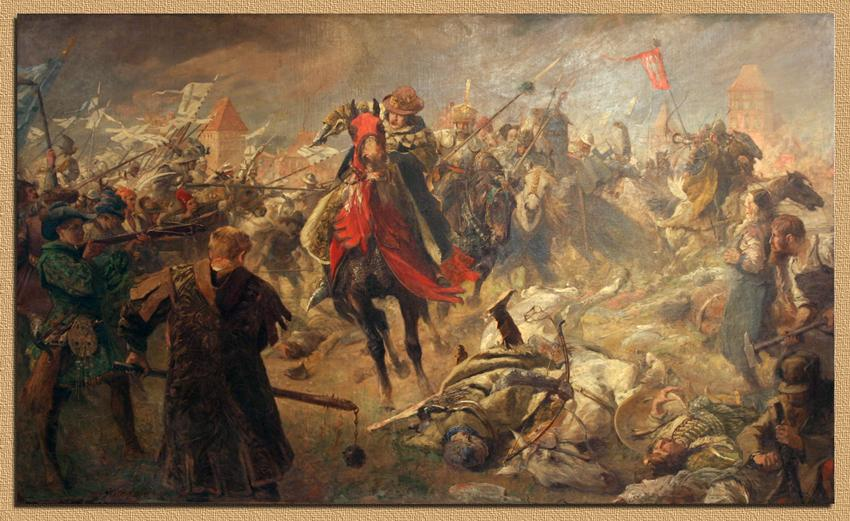
Batalla de Colonia
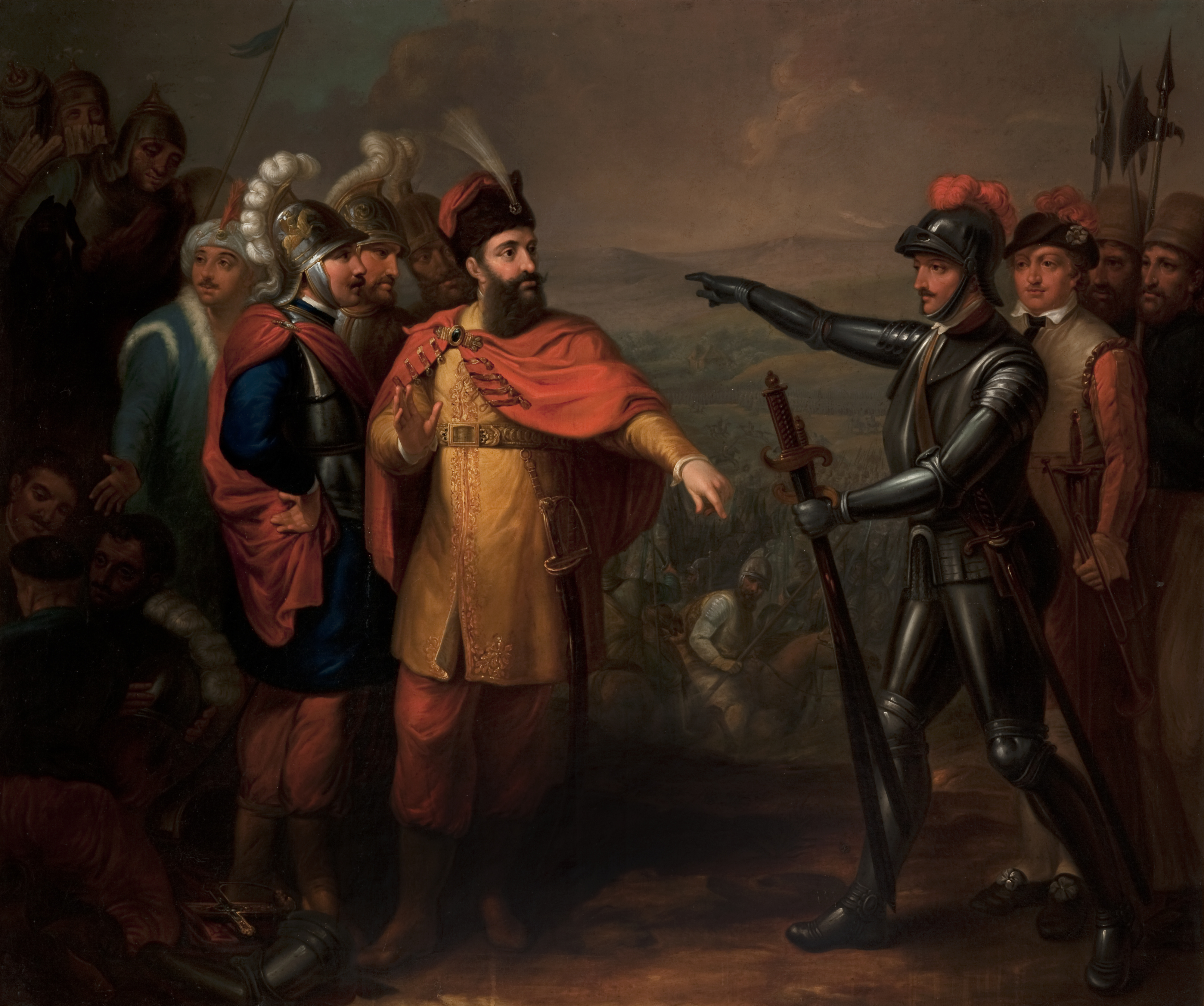
El rey Jagiełło y los caballeros teutónicos, de Józef Peszka
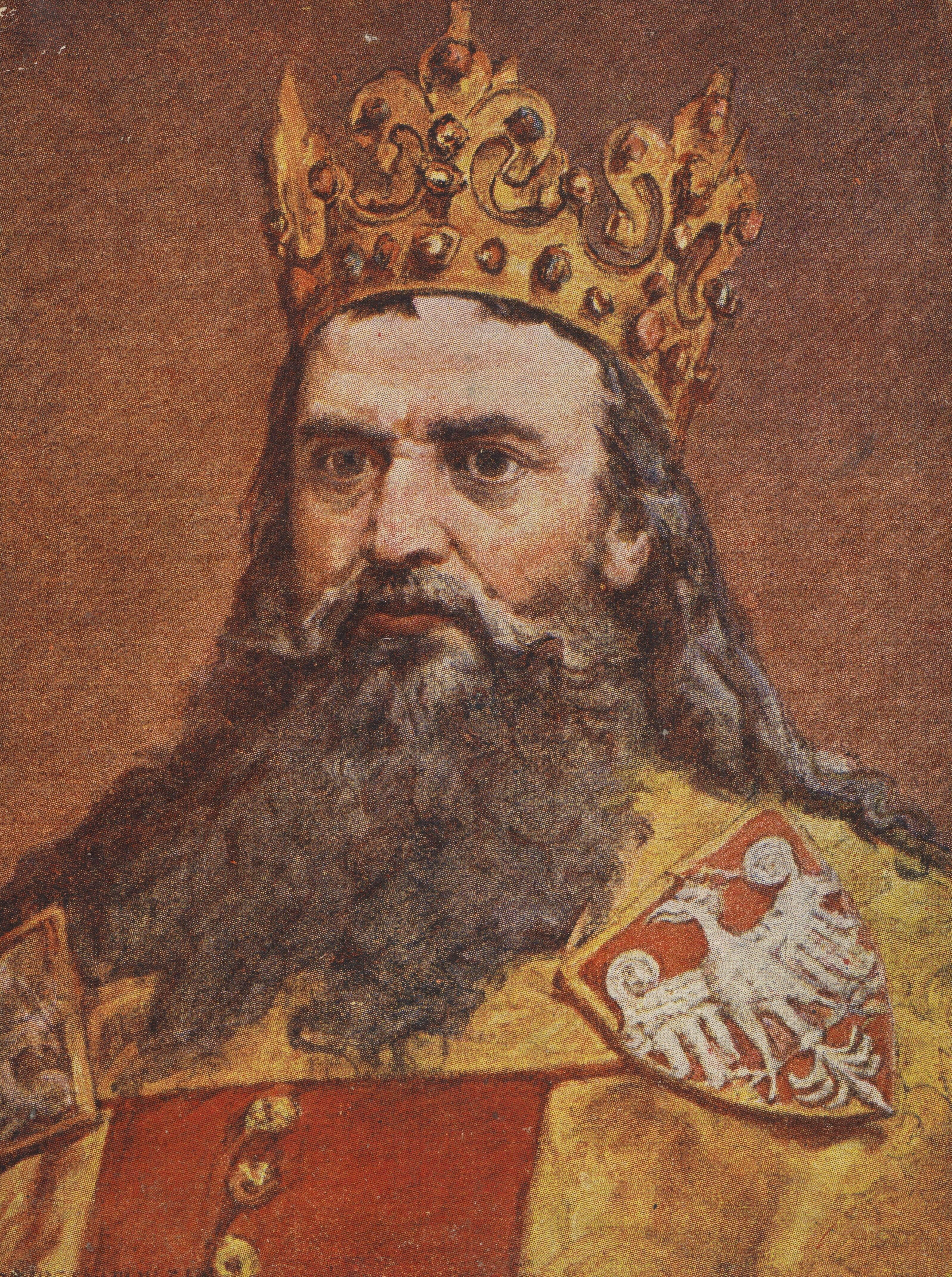
Casimiro III el Grande